# Bladvorm
Onder bladvorm verstaat men de globale omtrek, bladoppervlak, bladrand, bladtop, bladvoet, bladsteel, mate van insnijding, nervatuur en samengesteldheid van de bladeren van zaadplanten: kruidachtige planten, struiken, loofbomen en naaldbomen. De bladeren hebben een grote verscheidenheid aan vormen, waarvoor een uitgebreide terminologie is ontwikkeld. De terminologie wordt gebruikt bij de beschrijving en de determinatie van planten.
Ook zijn er bladeren die omgevormd zijn tot bloemdelen, schutbladen, steunblaadjes of bladranken. Bij sommige erwtenrassen, de zogenaamde bladloze rassen, zijn zelfs volledige bladeren omgevormd tot ranken.
De voor mossen en levermossen gebruikte terminologie om de bladvorm te beschrijven wordt hier niet behandeld.

## Algemene vorm
Bij de beschrijving van de algemene bladvorm is de plaats van de grootste breedte van groot belang. Deze grootste breedte bevindt zich in het midden, onder het midden, boven het midden, of de breedte is vrijwel overal gelijk. Ook kan bij één plant verscheidenheid in vorm van de bladschijf voorkomen: dit heet heterofyllie als het aan verschillende takken of stengels voorkomt, en het heet anisofyllie als het aan eenzelfde tak of stengel voorkomt.
| Algemene vorm van de bladschijf               | Algemene vorm van de bladschijf                          | Algemene vorm van de bladschijf                                                         | Algemene vorm van de bladschijf           |
| grootste breedte                              | bladvorm                                                 | opmerking                                                                               | afbeelding                                |
| --------------------------------------------- | -------------------------------------------------------- | --------------------------------------------------------------------------------------- | ----------------------------------------- |
| in het midden                                 | cirkelrond, orbicularis                                  | lengte : breedte = 1:1, het blad is net zo lang als breed                               |                                           |
| in het midden                                 | ovaal, elliptisch, ovalis, elliptica                     | lengte : breedte 1,5:1, het blad is 1½ tot 2 maal zo lang als breed                     |                                           |
| in het midden                                 | langwerpig, oblonga                                      | lengte : breedte = 2,5:1, blad is tot zeven maal lang als breed                         |                                           |
| in het midden                                 | lancetvormig, lanceolata                                 | lengte : breedte = 3:1 tot 5:1, het blad is aan de uiteinden versmald                   |                                           |
| in het midden                                 | lijn-lancetvormig                                        | lengte : breedte = 5:1 tot 10:1                                                         |                                           |
| in het midden                                 | ruitvormig, rhomboidea                                   |                                                                                         |                                           |
| onder het midden, (zonder lobben aan de voet) | eirond, ovata                                            | als elliptisch, maar met het breedtste deel onder het midden                            |                                           |
| onder het midden, (zonder lobben aan de voet) | driehoekig, triangularis                                 | gelijkbenige driehoek, de bladsteel is aan een zijde vastgehecht                        |                                           |
| onder het midden, (zonder lobben aan de voet) | deltavormig, deltoidea, deltata                          | gelijkzijdige driehoek                                                                  |                                           |
| onder het midden, (zonder lobben aan de voet) | troffelvormig, ca. ruitvormig, trullata                  | omgekeerde vlieger of deltoïde                                                          |                                           |
| onder het midden, (zonder lobben aan de voet) | halvemaan- of waaiervormig, lunata, lunulata, flabellata | half cirkelvormig, in de vorm van een waaier                                            |                                           |
| onder het midden, (zonder lobben aan de voet) | hartvormig, cordata                                      | met stompe slippen aan de voet, met spitse top                                          |                                           |
| onder het midden, (zonder lobben aan de voet) | niervormig, reniformis                                   | met stompe slippen aan de voet, kort en breed                                           |                                           |
| onder het midden, (zonder lobben aan de voet) | pijlvormig, sagittata                                    | met spitse slippen aan de voet                                                          |                                           |
| onder het midden, (zonder lobben aan de voet) | spiesvormig, hastata                                     | met spitse slippen aan de voet, met horizontaal uitstaande slippen                      |                                           |
| onder het midden, (zonder lobben aan de voet) | geoord, auriculata                                       | met groot voorstuk, met horizontaal uitstaande spitse oren (kleine slippen) aan de voet |                                           |
| boven het midden                              | omgekeerd-eirond, obovata                                | als elliptisch, maar met het breedste deel boven het midden                             |                                           |
| boven het midden                              | spatelvormig, spathulata                                 | als omgekeerd-eirond, met een zich in de steel geleidelijk voortzettende schijf         |                                           |
| boven het midden                              | omgekeerd-lancetvormig, oblanceolata                     | als lancetvormig, maar met het breedste deel boven het midden                           |                                           |
| boven het midden                              | omgekeerd-driehoekig, wigvormig cuneata                  | met wigvormige bladvoet \| ∇ \| bladschijf \| \| ǁ \| bladsteel \|                      |                                           |
| boven het midden                              | omgekeerd-hartvormig, obcordata                          | met stompe slippen aan de top, bladsteel aan de spitse punt                             |                                           |
| boven het midden                              | vioolvormig, pandurata, panduriformis                    | als omgekeerd-eirond, met een inbochting aan weerszijden                                |                                           |
| boven het midden                              | liervormig, lyrata                                       | als omgekeerd-eirond, met meerdere inbochtingen aan weerszijden                         |                                           |
| boven het midden                              | zaagvormig runcinata                                     | met verschillende naar de basis gerichte scherpe punten                                 |                                           |
| boven het midden                              | omgekeerd-troffelvormig, obtrullata                      | vlieger of deltoïde                                                                     |                                           |
| overal gelijk                                 | lijnvormig, linearis                                     | dwarse doorsnede plat, het blad is ten minste 7× zo lang als breed                      |                                           |
| overal gelijk                                 | naaldvormig, acerosa                                     | dwarse doorsnede rond, hard, met spitse top                                             | - naaldvormig - zwaardvormig - lintvormig |
| overal gelijk                                 | zwaardvormig, ensiformis                                 | dwarse doorsnede ruitvormig door verdikte middennerf                                    | - naaldvormig - zwaardvormig - lintvormig |
| overal gelijk                                 | lintvormig, taeniata, lorata                             | dwarse doorsnede plat, zeer lang                                                        | - naaldvormig - zwaardvormig - lintvormig |
| overal gelijk                                 | priemvormig, subulata                                    | dwarse doorsnede rond, geleidelijk dunner naar top, of zeer smal driehoekig             |                                           |
| overal gelijk                                 | ∇                                                        | bladschijf                                                                              |                                           |
| ǁ                                             | bladsteel                                                |                                                                                         |                                           |

bladvormen
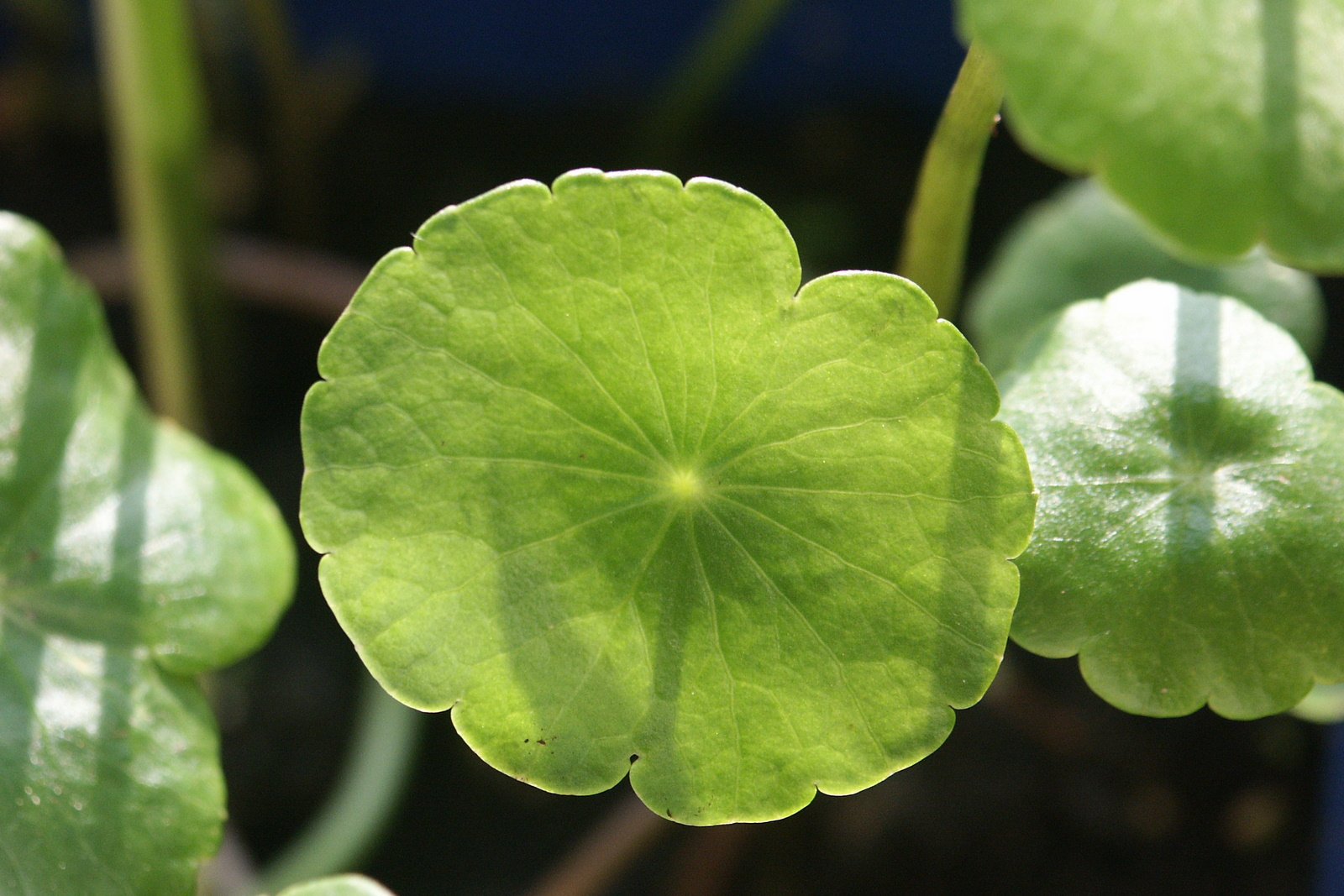
cirkelrond blad van Gewone waternavel (Hydrocotyle vulgaris)
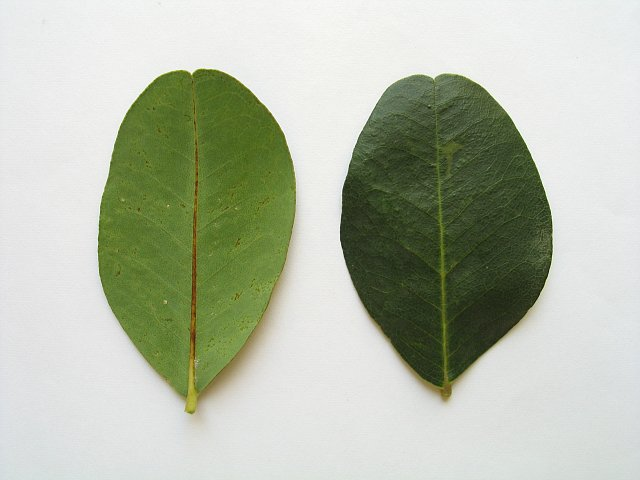
ovaal of elliptisch blad van Johannesbroodboom (Ceratonia siliqua)
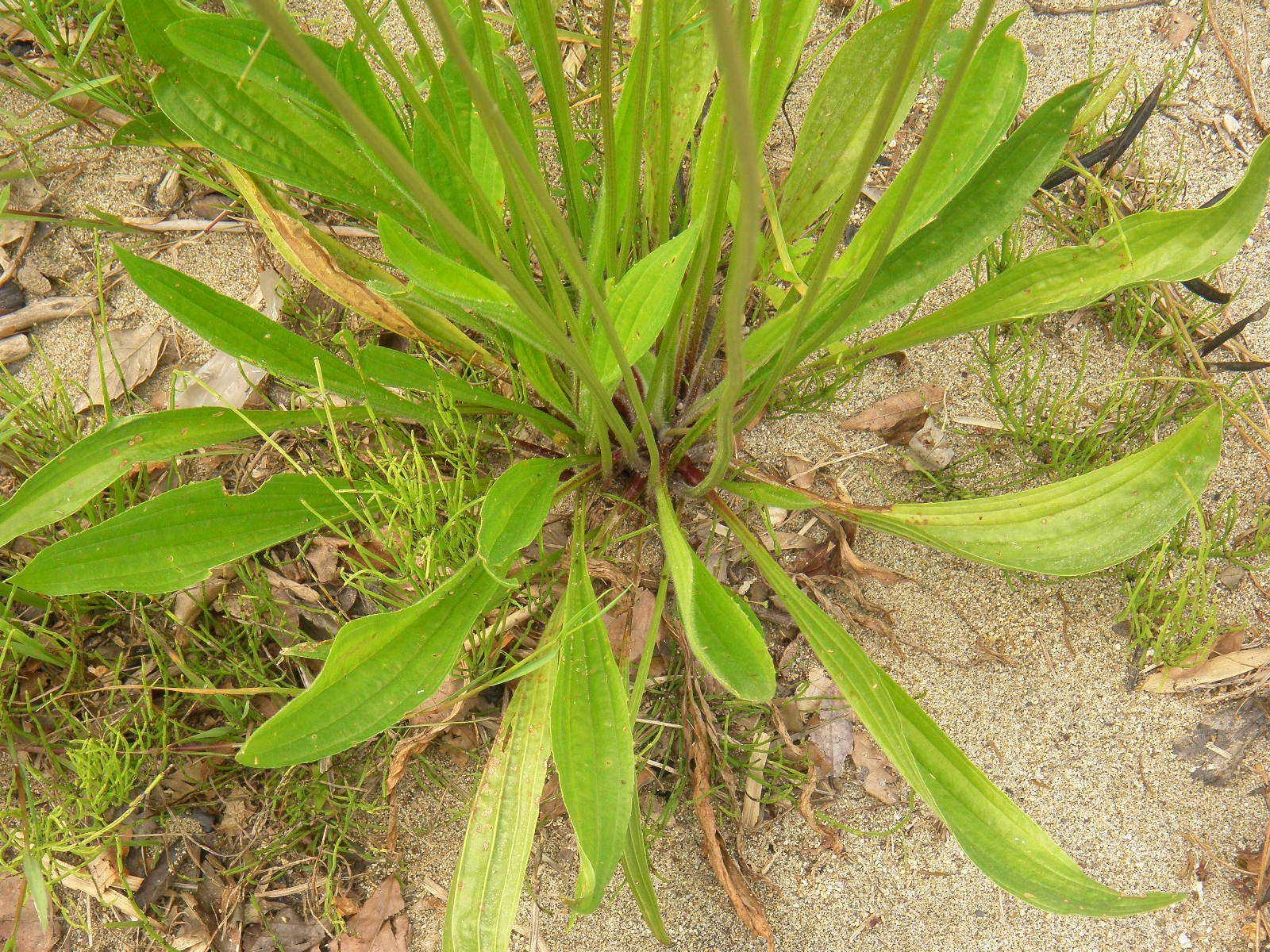
lijn-lancetvormige blad van smalle weegbree (Plantago lanceolata)
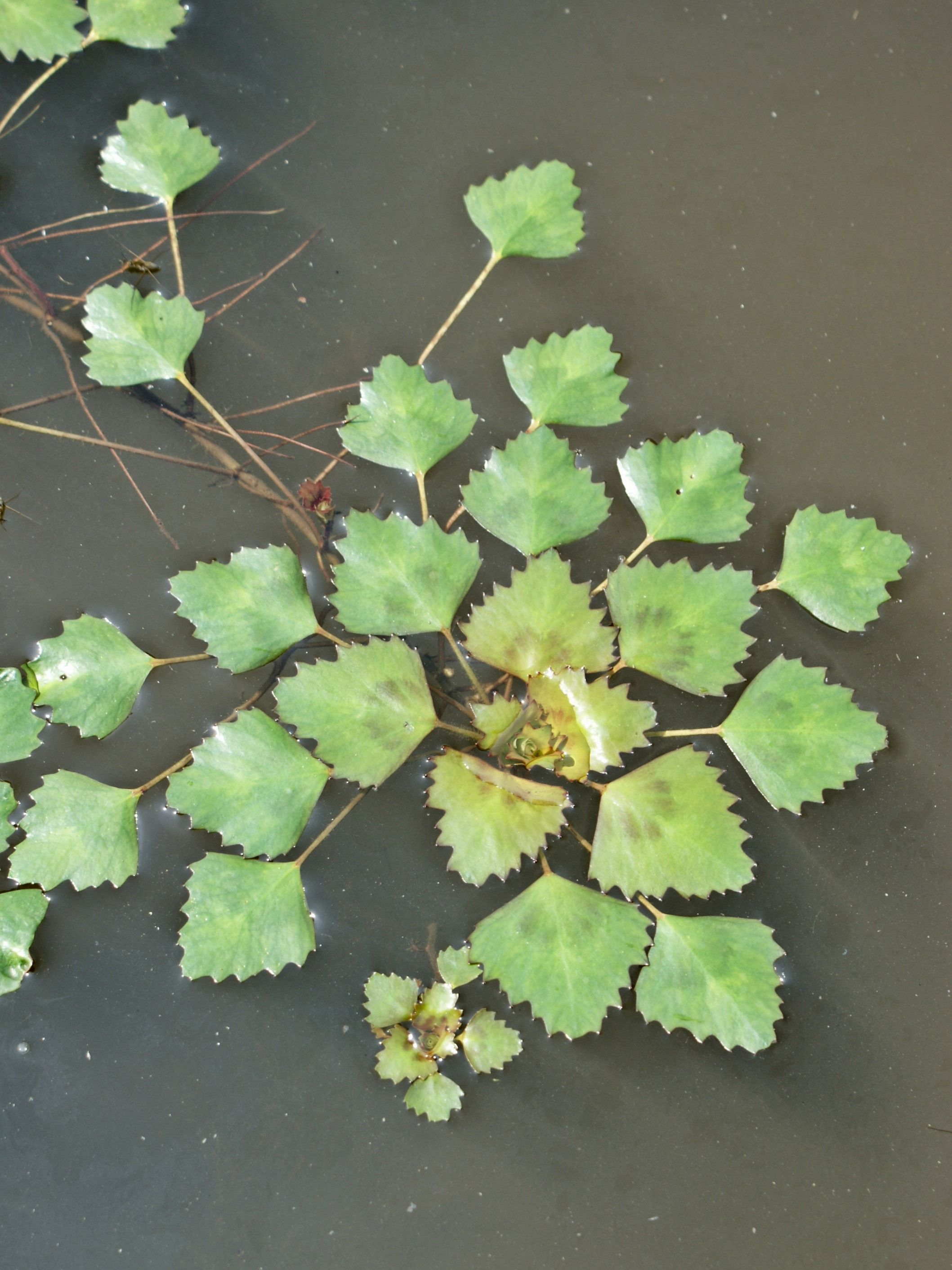
ruitvormig blad van Waternoot (Trapa natans)
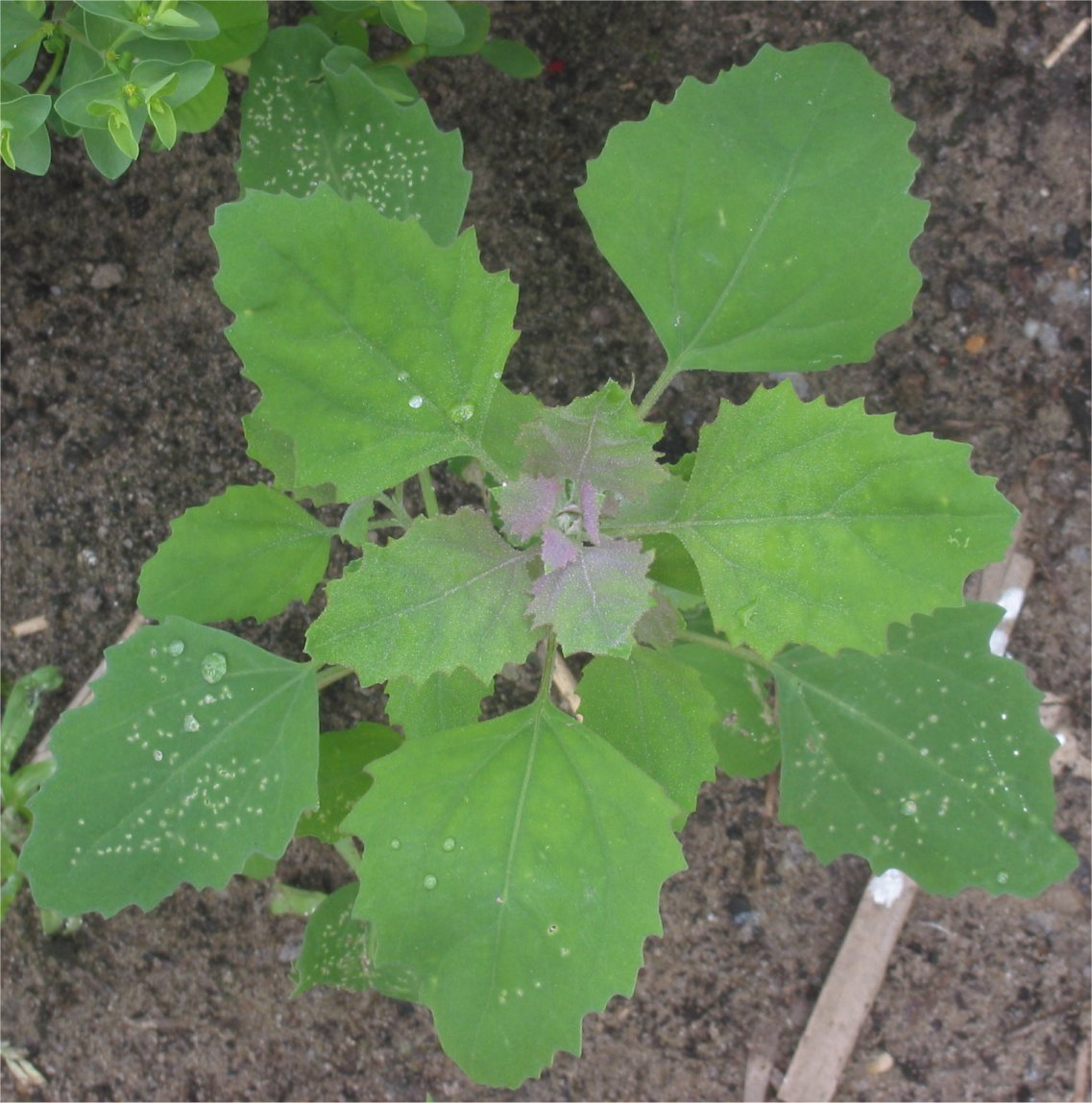
eirond blad van melganzenvoet (Chenopodium album)
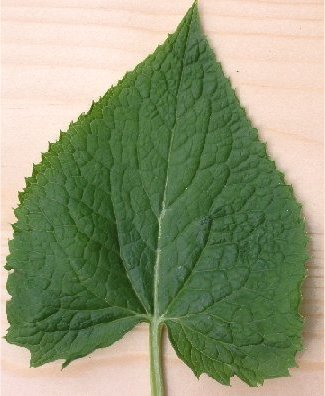
hartvormig blad van wilde judaspenning (Lunaria rediviva)
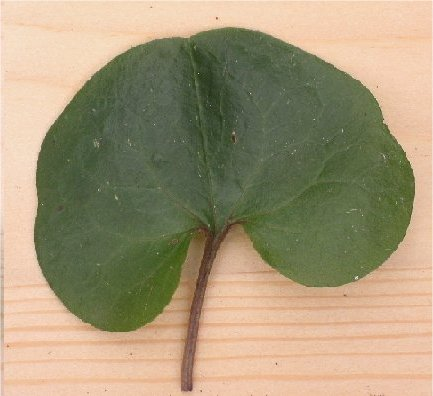
niervormig blad van mansoor (Asarum europaeum)
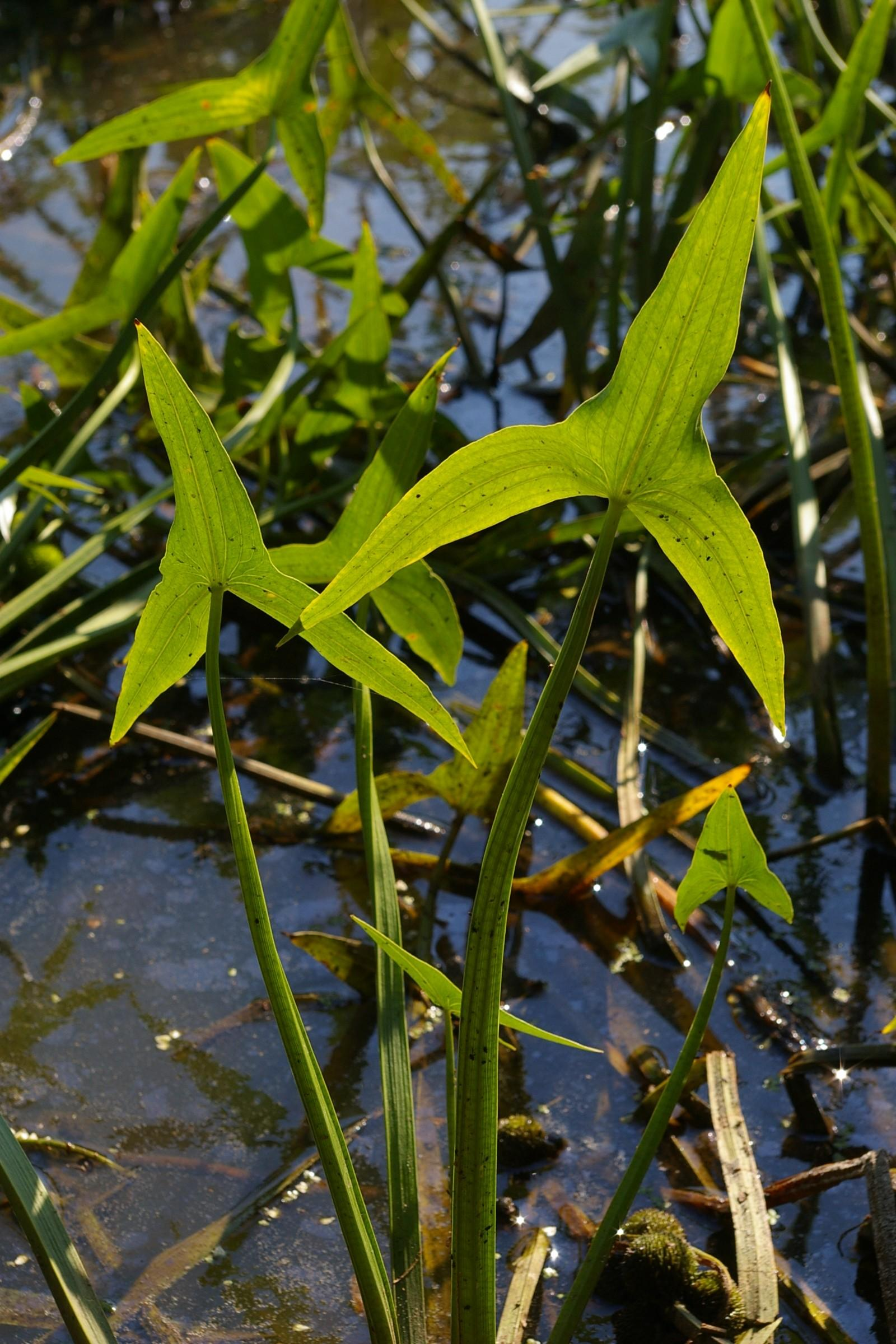
pijlvormig blad van pijlkruid (Sagittaria sagittifolia)
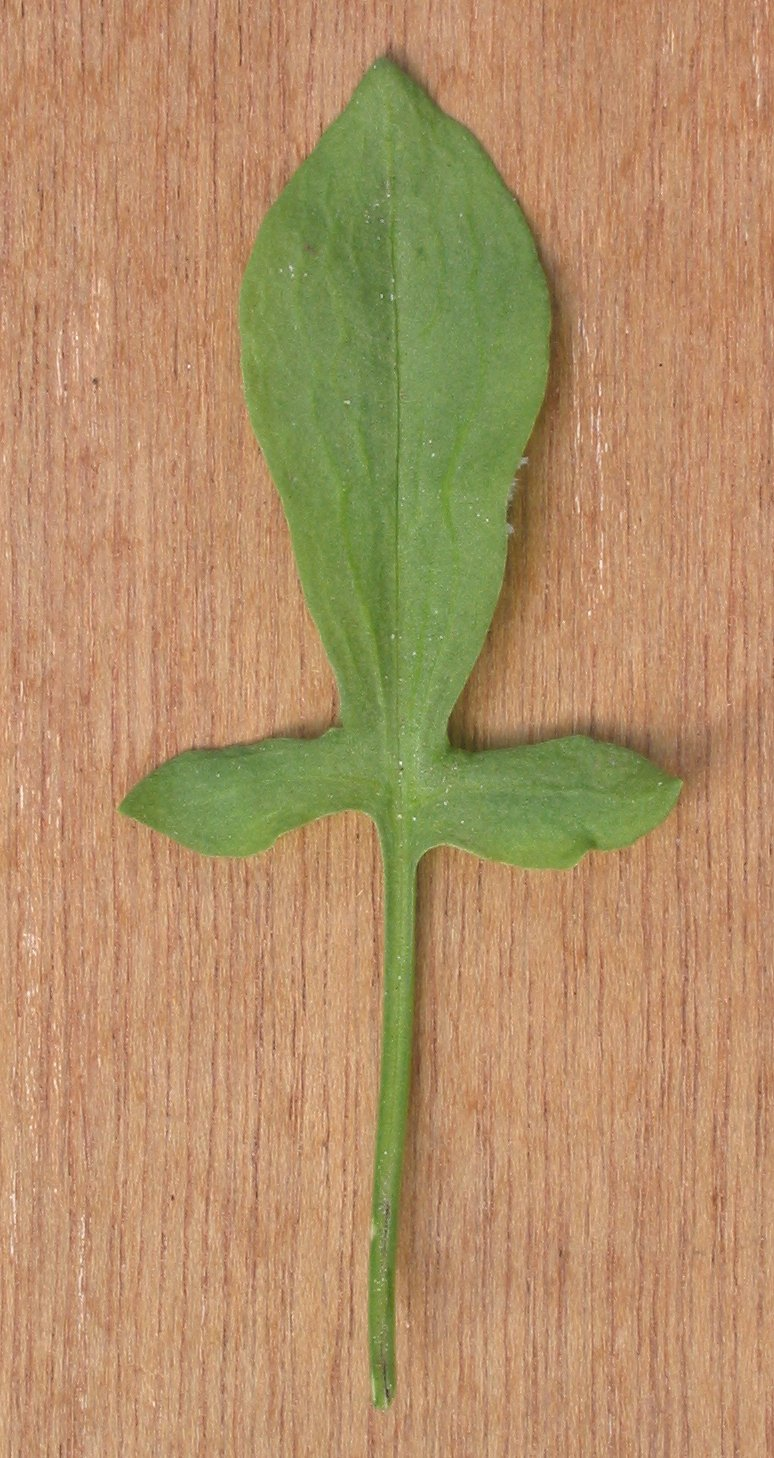
spiesvormig blad van schapenzuring (Rumex acetosella)
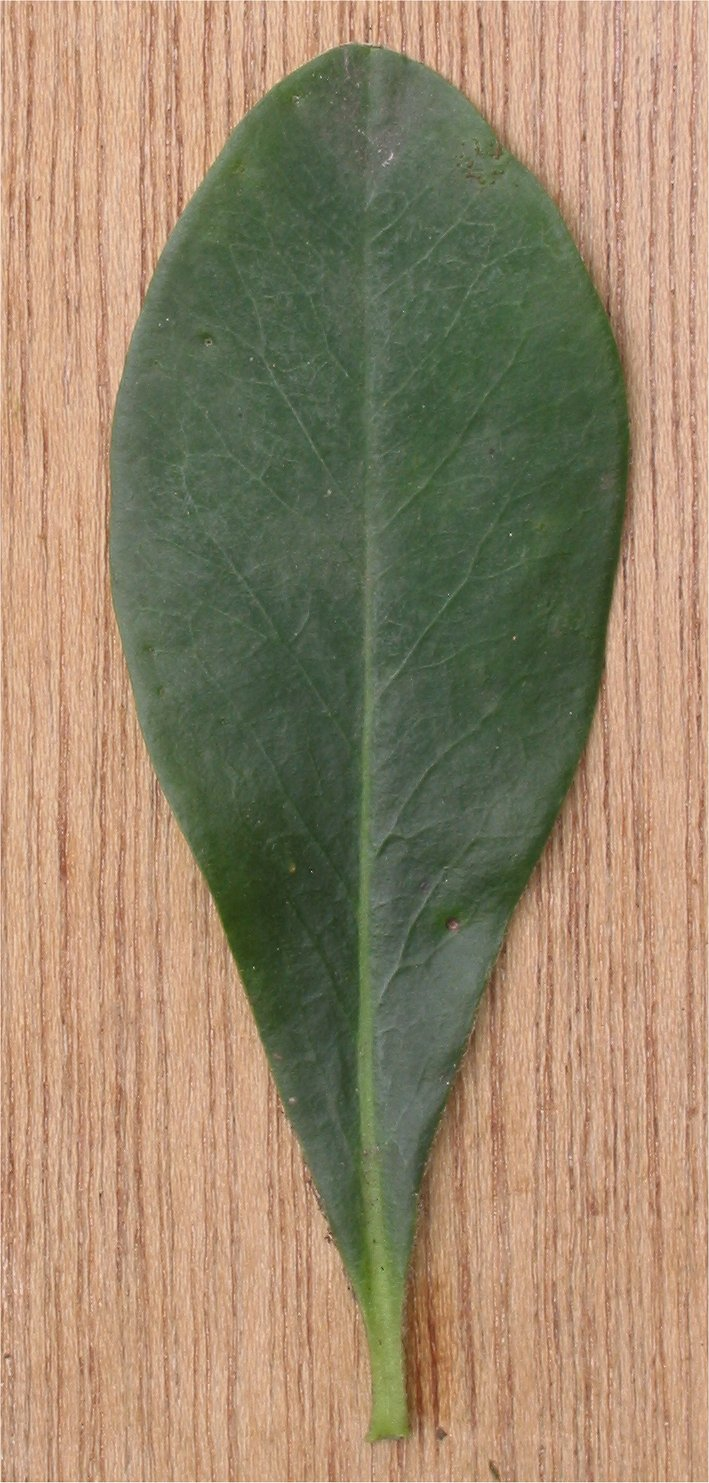
omgekeerd-eirond blad van amandelwolfsmelk (Euphorbia amygdaloides)
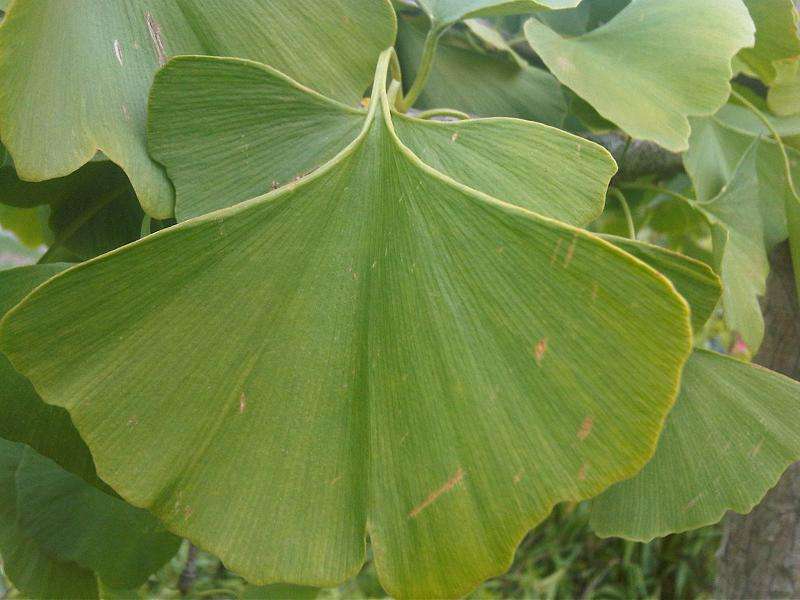
blad van Japanse notenboom (Ginkgo biloba)
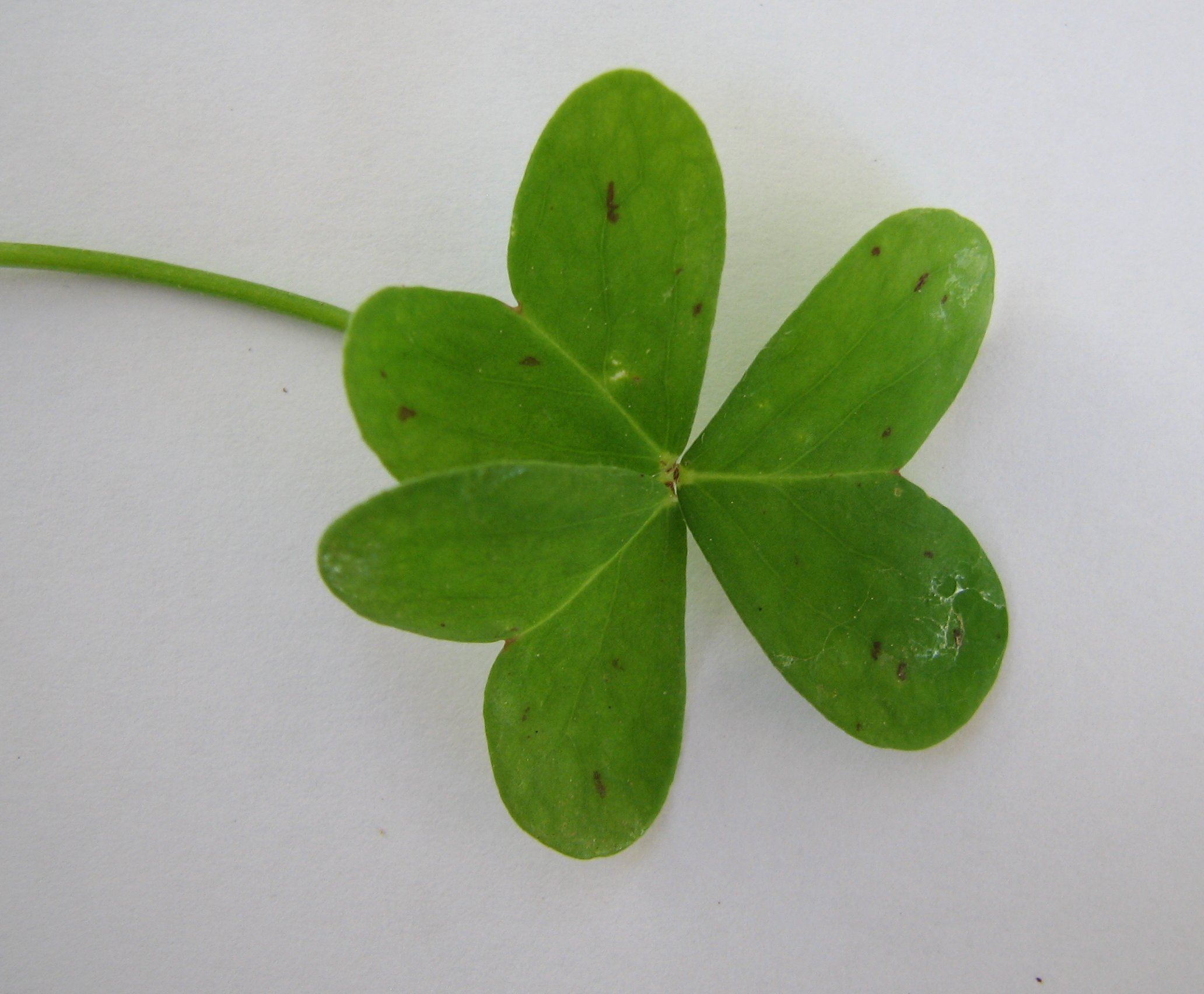
omgekeerd-hartvormige blaadjes van knikkende klaverzuring (Oxalis pes-caprae)
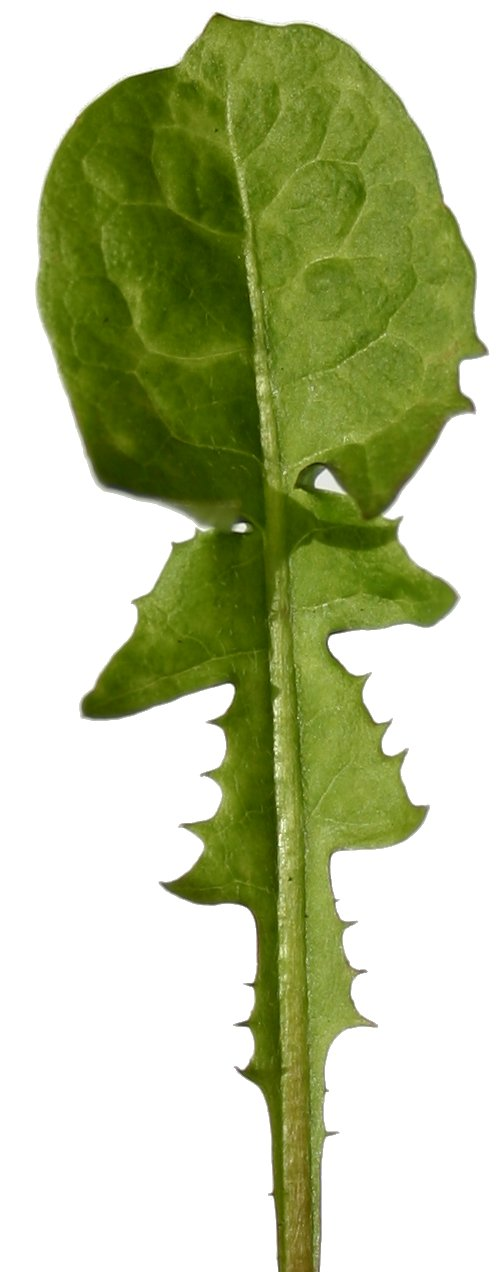
liervormige blad van paardenbloem (Taraxacum officinale)
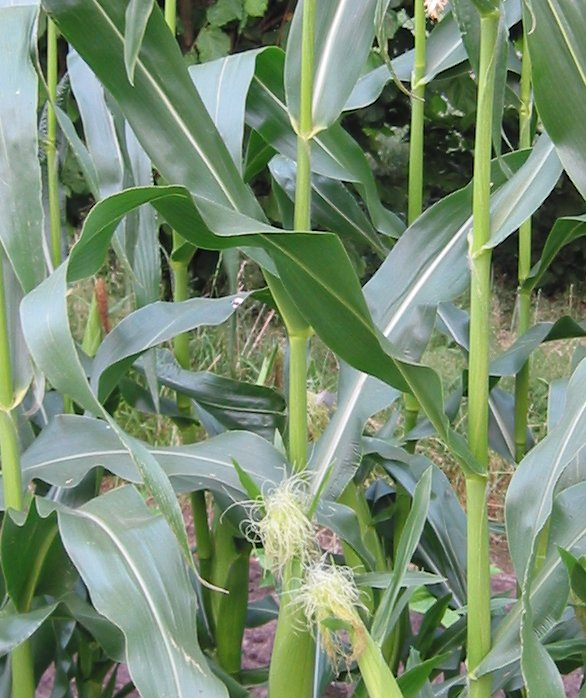
lijnvormig blad van suikermaïs (Zea mays convar. saccharata)
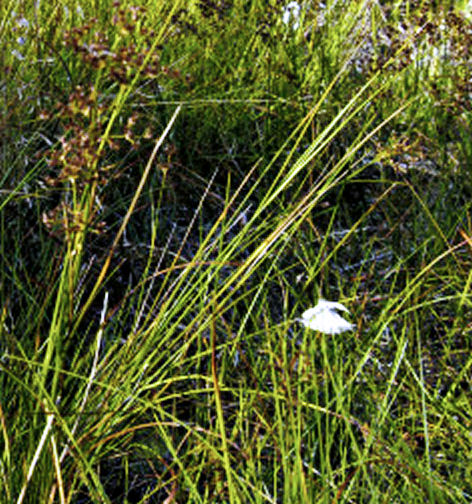
priemvormig blad van veldrus (Juncus acutiflorus)
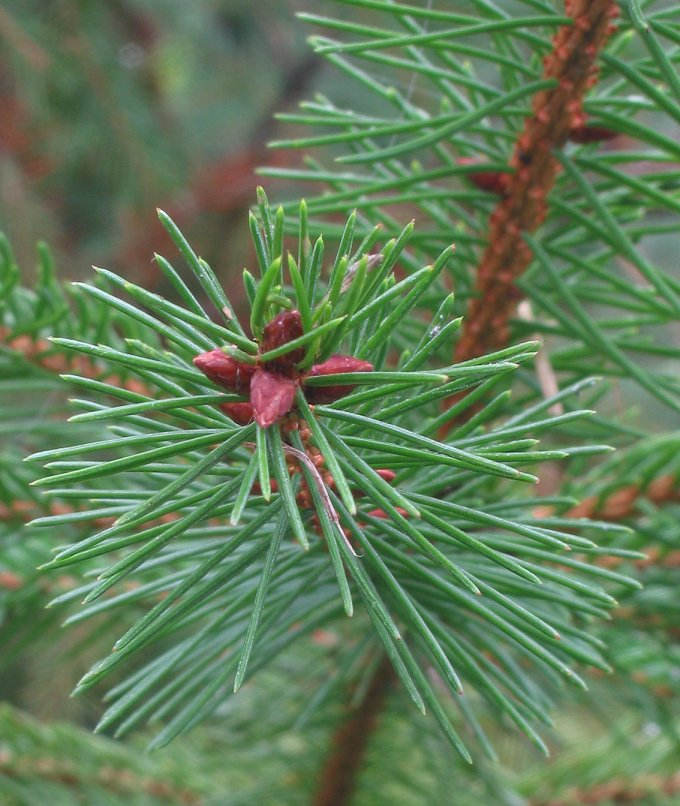
naaldvormig blad van fijnspar (Picea abies)

## Onderdelen van het blad
Bij de beschrijving van de bladeren en de bladvorm worden de verschillende onderdelen van het blad bestudeerd:

### De bladsteel
Aan de hand van de af- of aanwezigheid van een bladsteel onderscheidt men respectievelijk zittende en gesteelde bladeren.
| Typen enkelvoudige blad naar af- of aanwezigheid van een bladsteel | Typen enkelvoudige blad naar af- of aanwezigheid van een bladsteel | Typen enkelvoudige blad naar af- of aanwezigheid van een bladsteel             | Typen enkelvoudige blad naar af- of aanwezigheid van een bladsteel |
| bladsteel                                                          | naam                                                               | opmerking                                                                      | afbeelding                                                         |
| ------------------------------------------------------------------ | ------------------------------------------------------------------ | ------------------------------------------------------------------------------ | ------------------------------------------------------------------ |
| zittend blad                                                       | zittend, sessile                                                   | eenvoudig ongesteeld                                                           |                                                                    |
| zittend blad                                                       | stengelomvattend, amplexicale                                      | de stengel wordt door de basis van het blad min of meer omgeven                |                                                                    |
| zittend blad                                                       | halfstengelomvattend, semiamplexicale                              | de basis van het blad omgeeft de stengel slechts gedeeltelijk                  |                                                                    |
| zittend blad                                                       | rijdend, equitans                                                  | bladen samengevouwen, waarbij de hogere door de lagere omgeven worden          |                                                                    |
| gesteeld aan de rand van de bladschijf                             | bladsteel gewoon rolrond, teres                                    |                                                                                |                                                                    |
| gesteeld aan de rand van de bladschijf                             | bladsteel gevleugeld, alatus                                       | vlak uitgegroeid                                                               |                                                                    |
| gesteeld aan de rand van de bladschijf                             | bladsteel aflopend, decurrens                                      | van de gevleugelde steel gaan de vleugels langs de stengel verder naar beneden |                                                                    |
| gesteeld aan de rand van de bladschijf                             | bladsteel verbreed                                                 | bladsteel is een fyllodium, meestal zonder bladschijf                          |                                                                    |
| gesteeld aan de rand van de bladschijf                             | bladsteel gevoord, canaliculatus                                   | met een brede groeve aan de bovenzijde                                         |                                                                    |
| gesteeld in het midden van de bladschijf                           | schildvomig, peltata                                               | bladsteel in het midden van de bladschijf van het ronde blad vastgehecht       |                                                                    |

Bladsteel
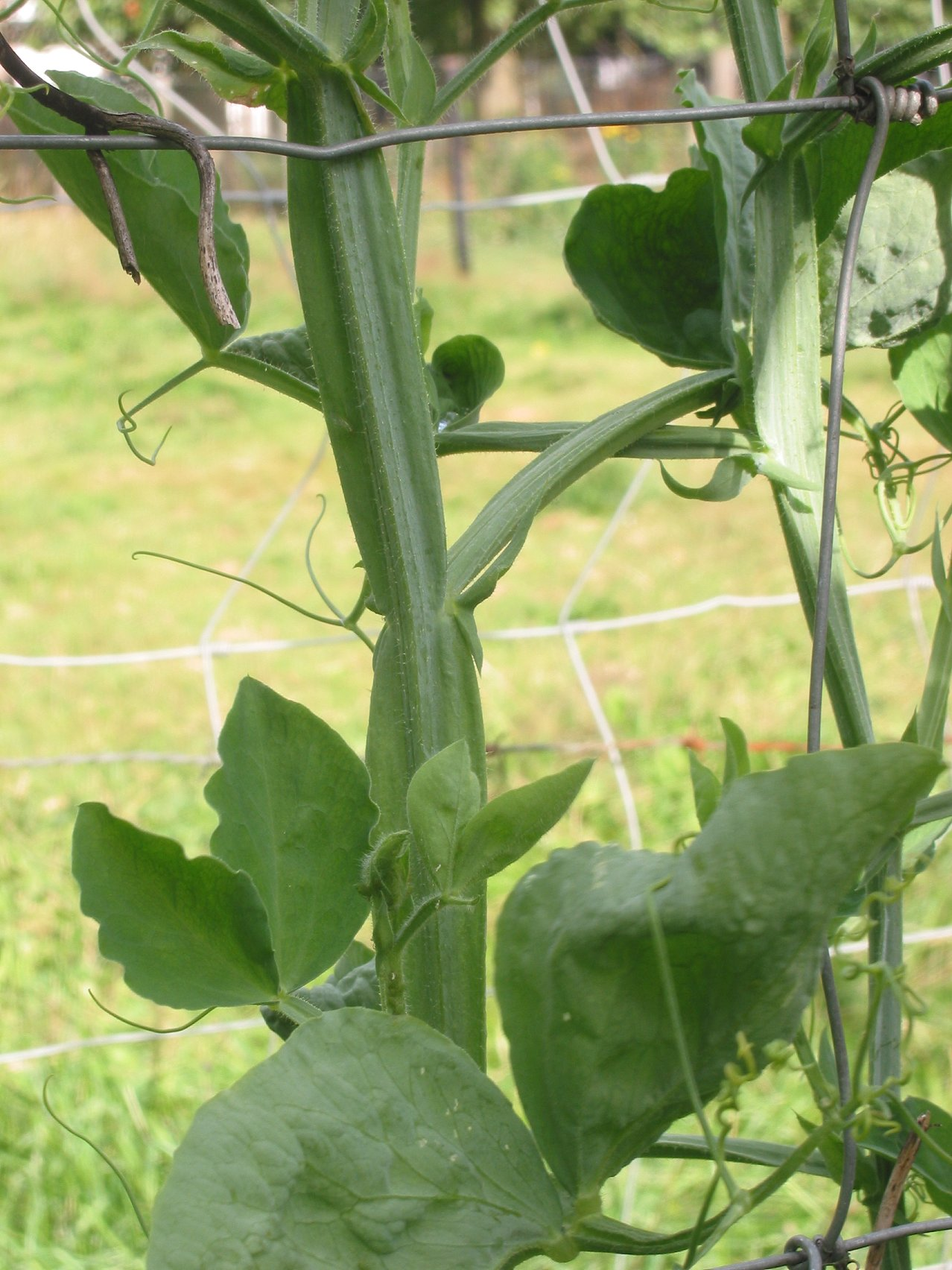
gevleugelde stengel, gevleugelde bladsteel met steunblaadjes van Lathyrus odoratus
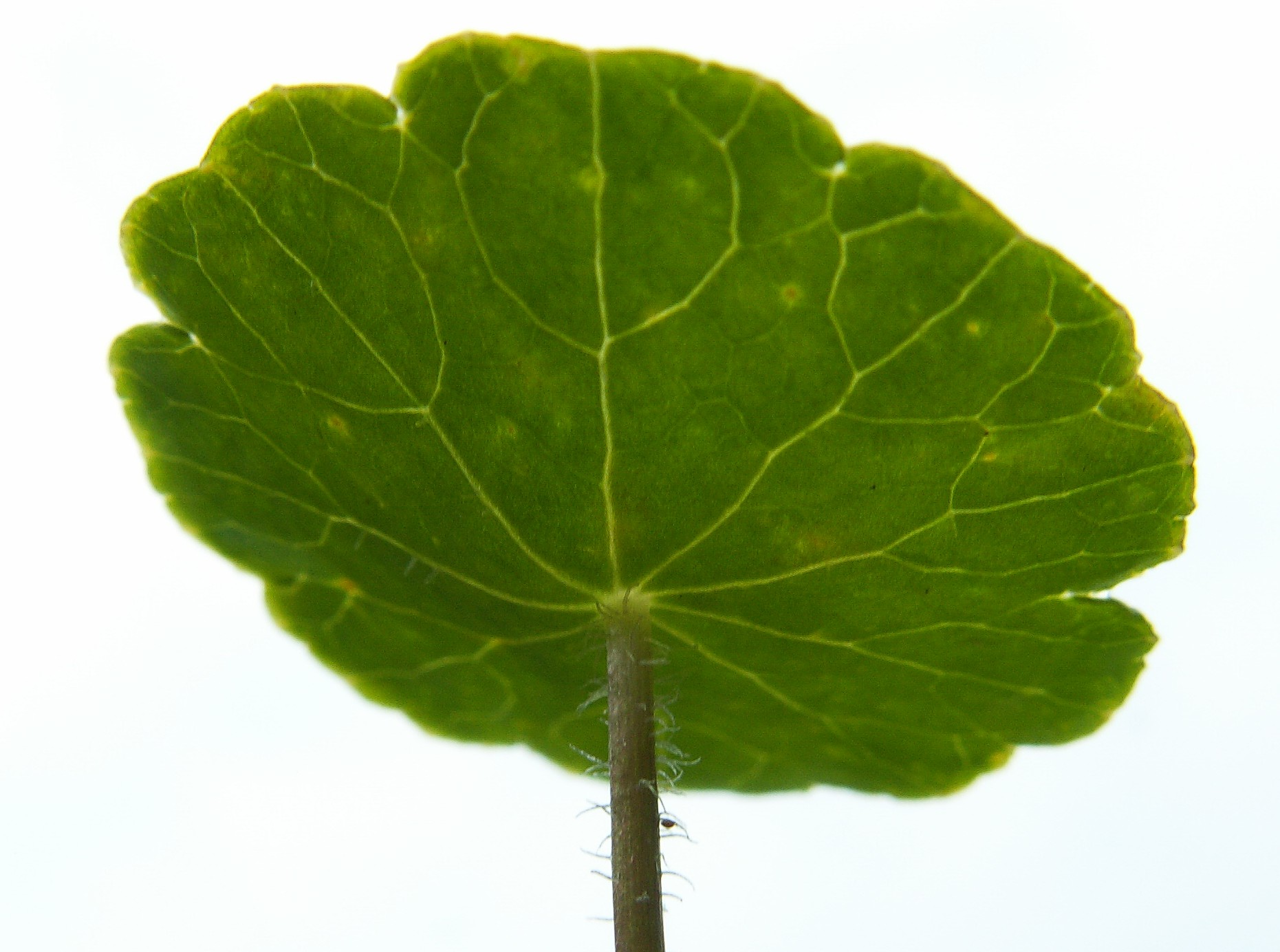
centraal aangehecht bij schildvormig blad van waternavel.
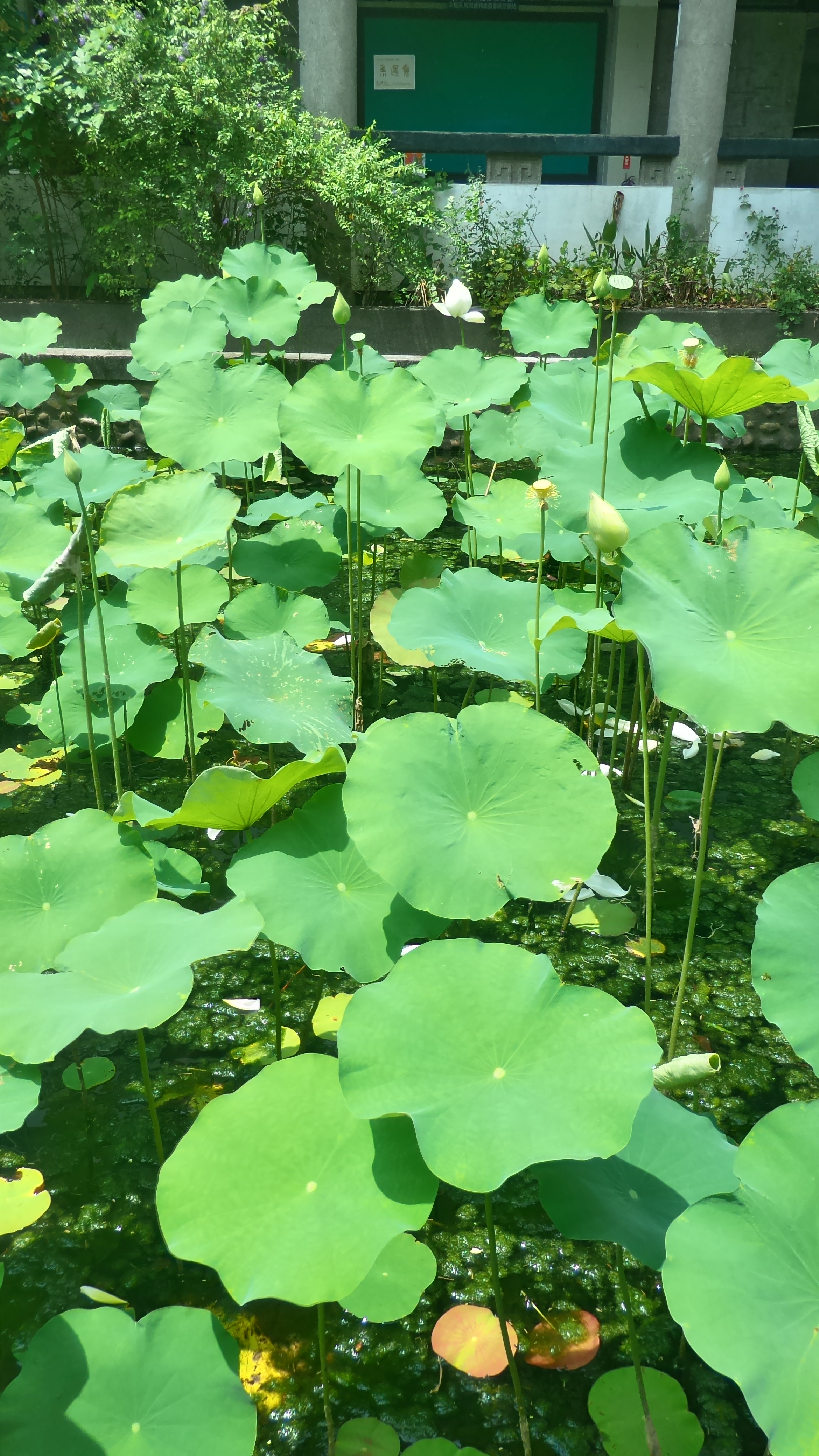
centraal aangehecht bij schildvormig blad van heilige lotus

### De bladschijf
| naam                                     | afbeelding                        |
| ---------------------------------------- | --------------------------------- |
| gegolfd bladoppervlak (undulatus)        | heilige lotus                     |
| gebobbeld bladoppervlak                  | savooiekool                       |
| gekroesd bladoppervlak                   | boerenkool                        |
| behaard                                  | Pelargonium spec.                 |
| geperforeerd bladoppervlak (fenestratus) | gatenplant                        |
| gekield (carinatus)                      | gekielde bladeren armbloemig look |

### De bladvoet
De bladvoet (basis) is het onderste deel van de bladschijf. De bladvoet bepaalt mede de algemene omtrek van het blad, zodat enkele van de termen voor de bladvoet daar al genoemd zijn.
| de bladvoet            | de bladvoet                                         | de bladvoet                        | de bladvoet |
| groep                  | de bladvoet                                         | opmerking                          | afbeelding  |
| ---------------------- | --------------------------------------------------- | ---------------------------------- | ----------- |
| niet vergroeid         | spits, acuta                                        |                                    |             |
| niet vergroeid         | afgeknot, truncata                                  | bij driehoekig en deltavormig blad |             |
| niet vergroeid         | uitgeschulpt, emarginata                            | (bladtop →                         |             |
| niet vergroeid         | hartvormig (en gesteeld), cordata                   |                                    |             |
| niet vergroeid         | niervormig (en gesteeld), reniformis                |                                    |             |
| niet vergroeid         | pijlvormig (en gesteeld), sagittata                 |                                    |             |
| niet vergroeid         | spiesvormig (en gesteeld), hastata                  |                                    |             |
| niet vergroeid         | geoord (en gesteeld), auriculata                    |                                    |             |
| niet vergroeid         | stengelomvattend (en zittend), amplexicaule         |                                    |             |
| niet vergroeid         | halfstengelomvattend (en zittend), semiamplexicaule |                                    |             |
| niet vergroeid         | scheef (en zittend), inaequalis, obliqua            |                                    |             |
| vergroeid, connata     |                                                     |                                    |             |
| doorgroeid, perfoliata |                                                     |                                    |             |

de bladvoet
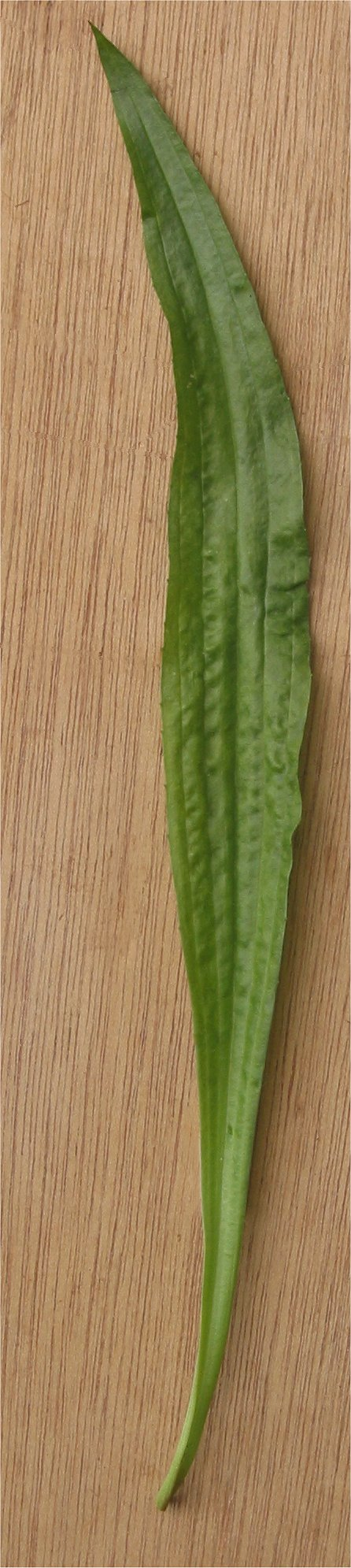
smalle weegbree aflopend in de gevleugelde steel
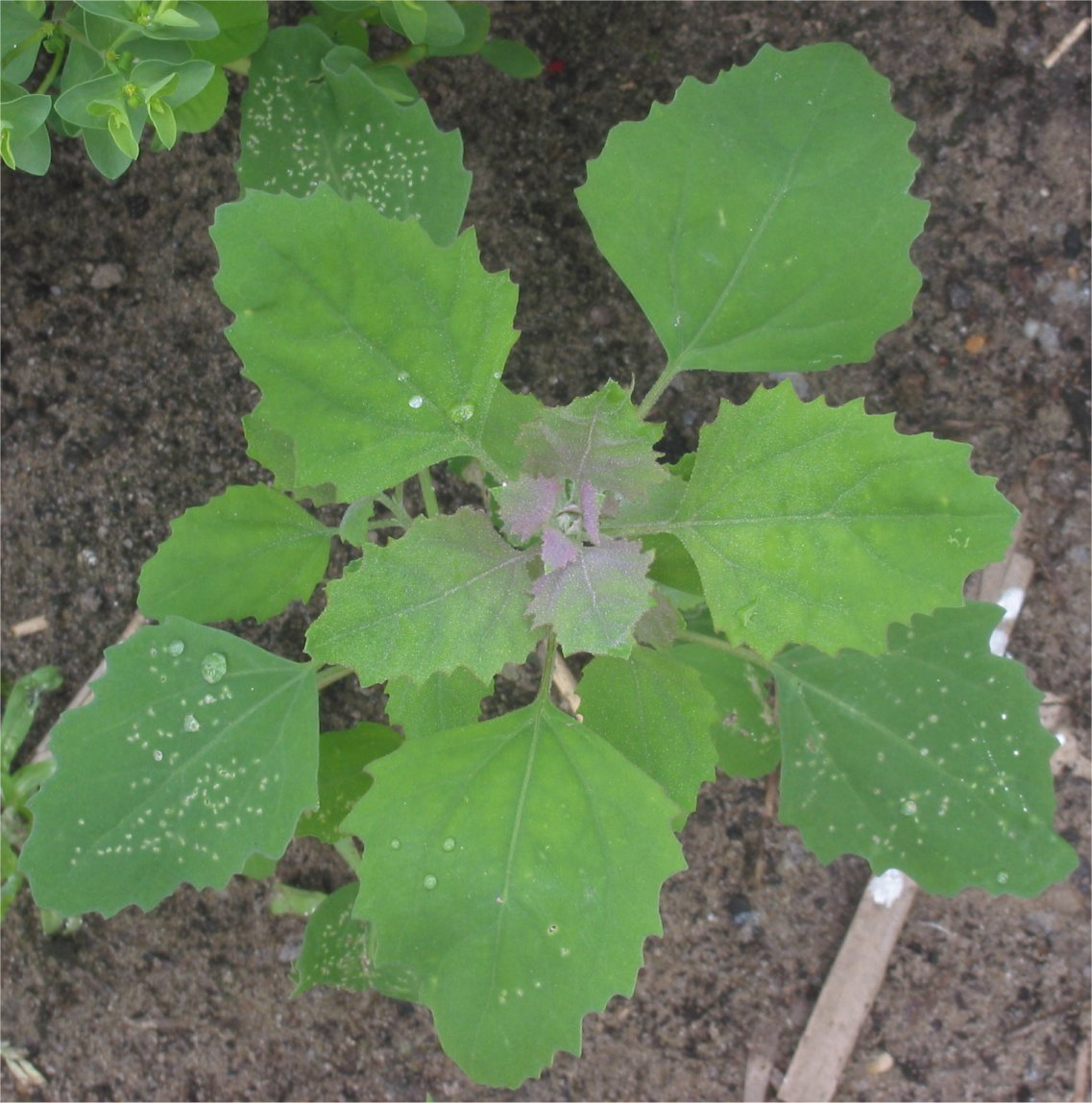
melganzenvoet wigvormig
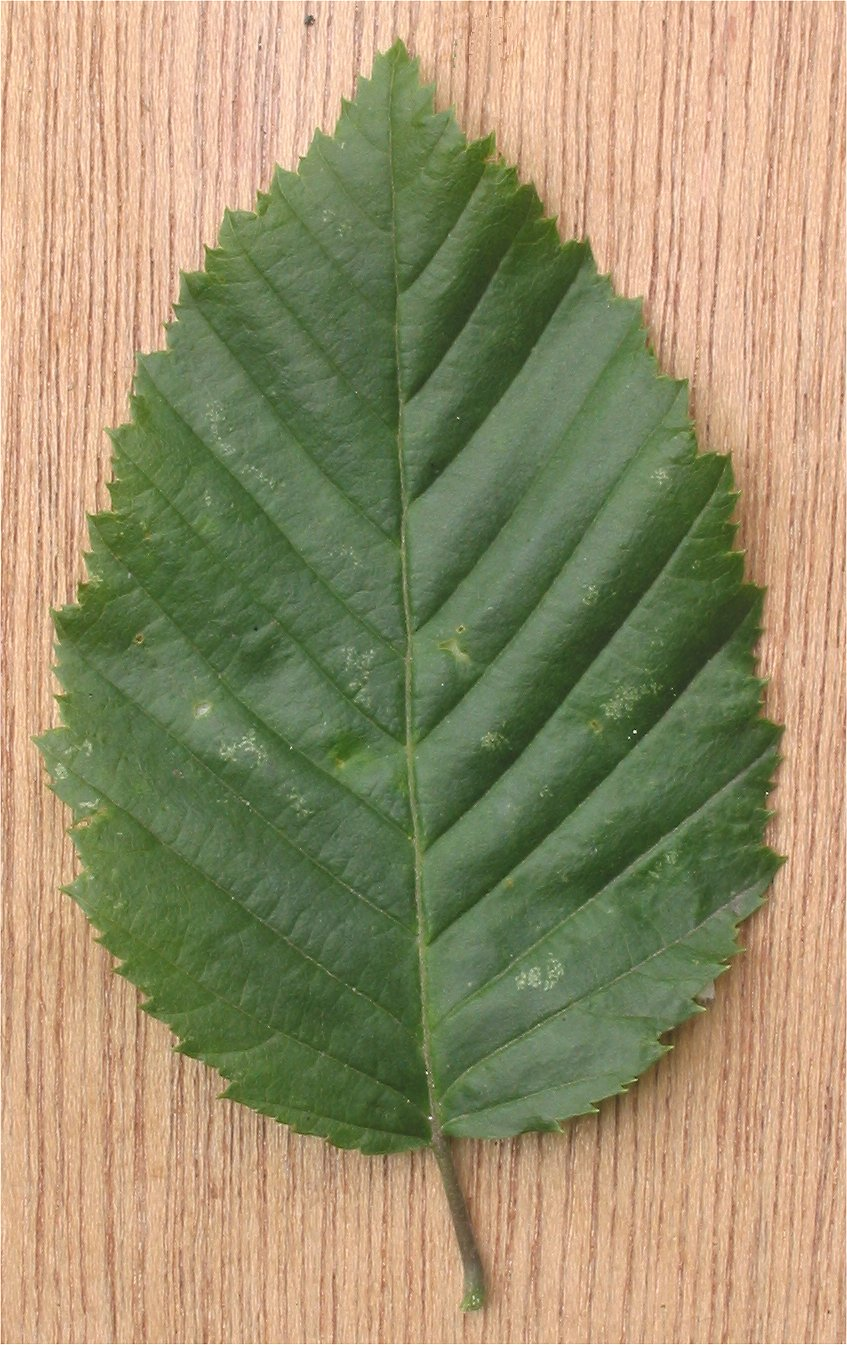
haagbeuk afgerond
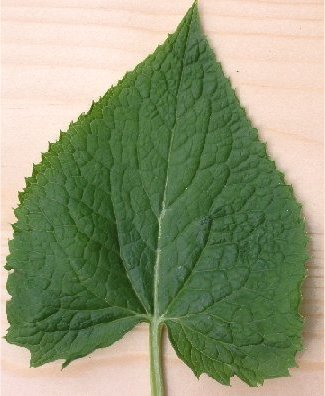
wilde judaspenning hartvormig
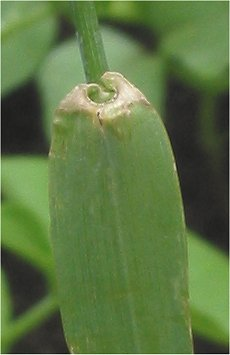
rogge geoord
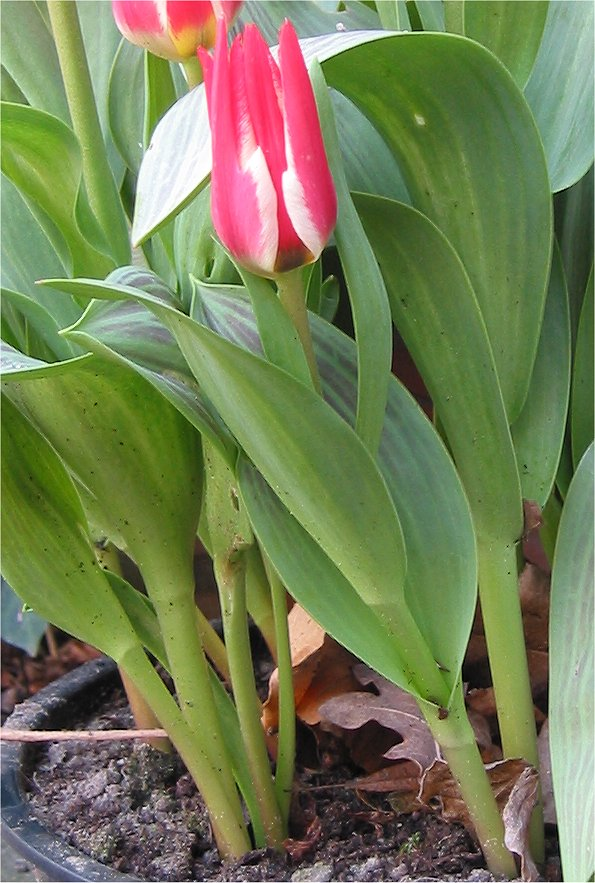
tulp stengelomvattend
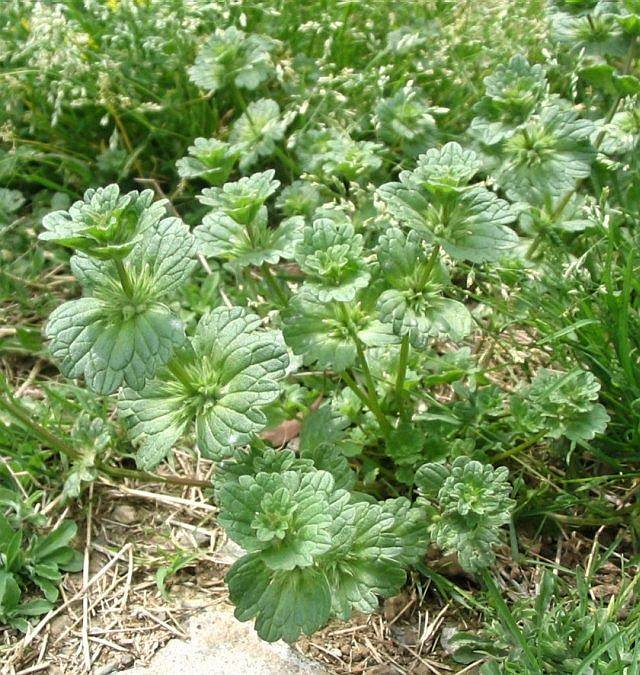
vergroeid-stengelomvattende bladvoeten bij Hoenderbeet (Lamium amplexicaule)
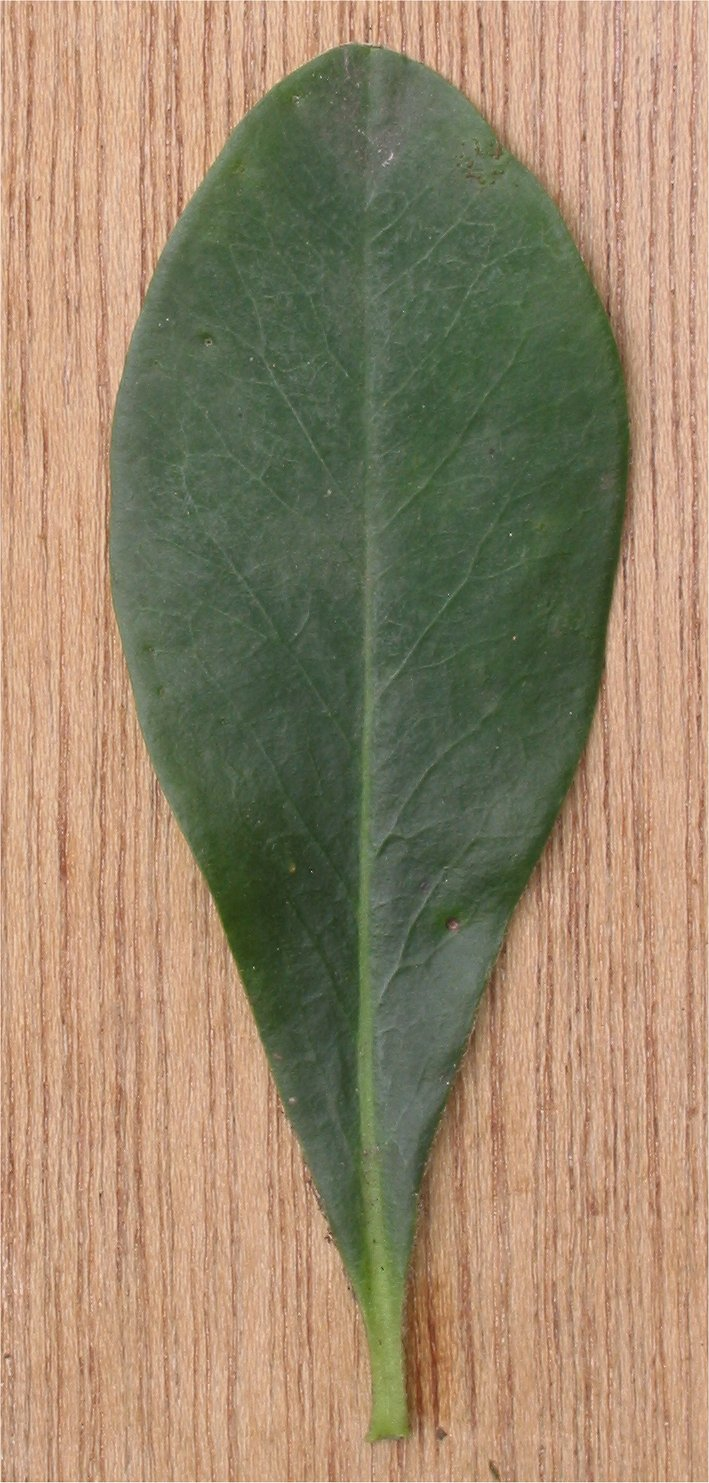
spitse, versmald bladvoet bij amandelwolfsmelk (Euphorbia amygdaloides)
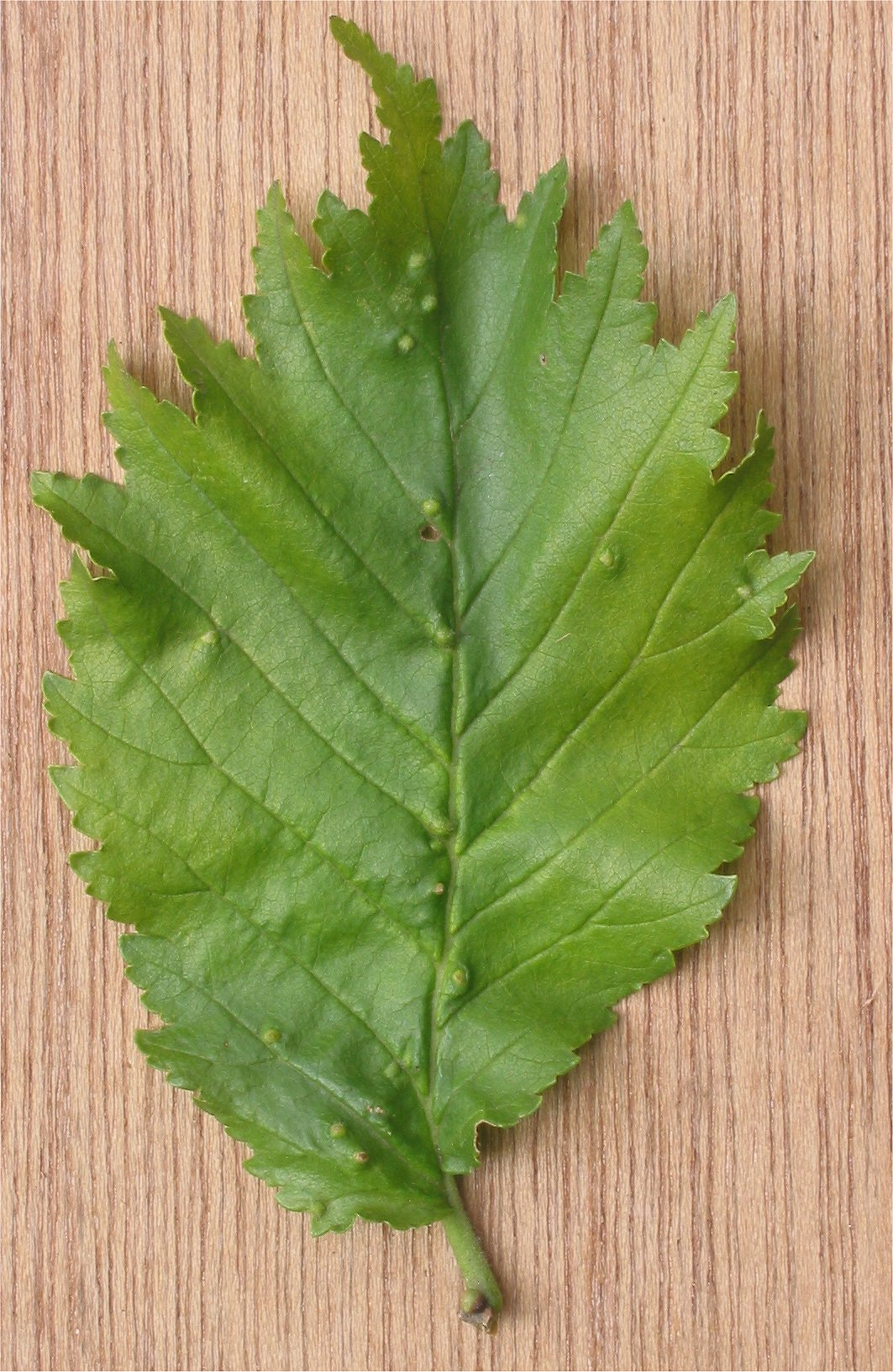
scheve bladvoet bij iep (Ulmus hollandica)
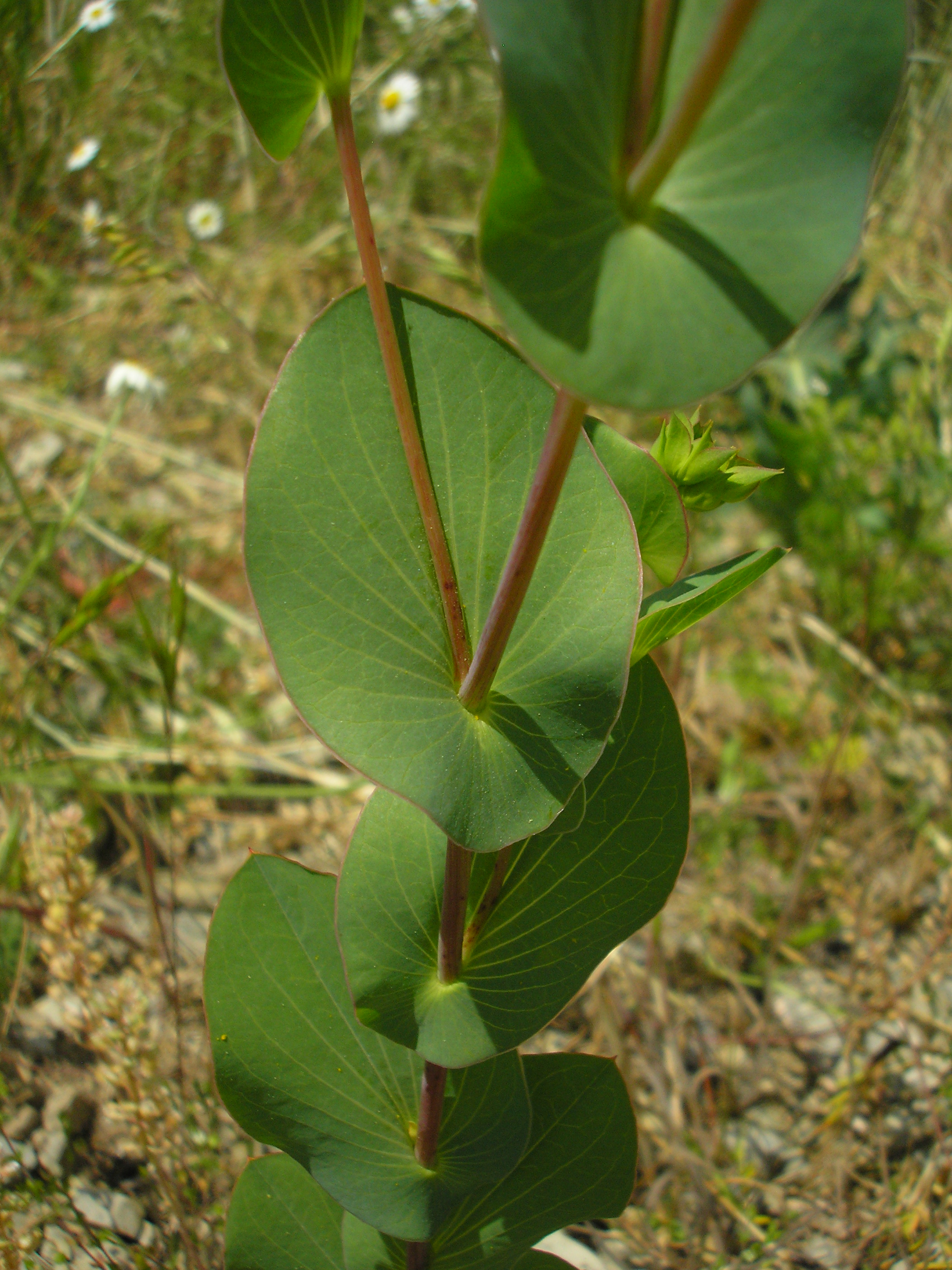
doorgroeid blad van doorwas (Bupleurum rotundifolium)

### De bladrand
De bladrand (margo).
| Randtypen                                             | Randtypen                                                   | Randtypen  |
| bladrand                                              | opmerking                                                   | afbeelding |
| ----------------------------------------------------- | ----------------------------------------------------------- | ---------- |
| verdikt margo incrassatus                             |                                                             |            |
| ingerold margo involutus                              | bladrand naar de bovenzijde van het blad omgerold           |            |
| teruggerold margo revolutus                           | bladrand naar de onderzijde van het blad omgerold           |            |
| gegolfd - golvend geplooid - gekroesd margo undulatus | bladrand ligt gegolfd en niet in een vlak met de bladschijf |            |
| vlak margo planus                                     |                                                             |            |

### Bladinsnijdingen

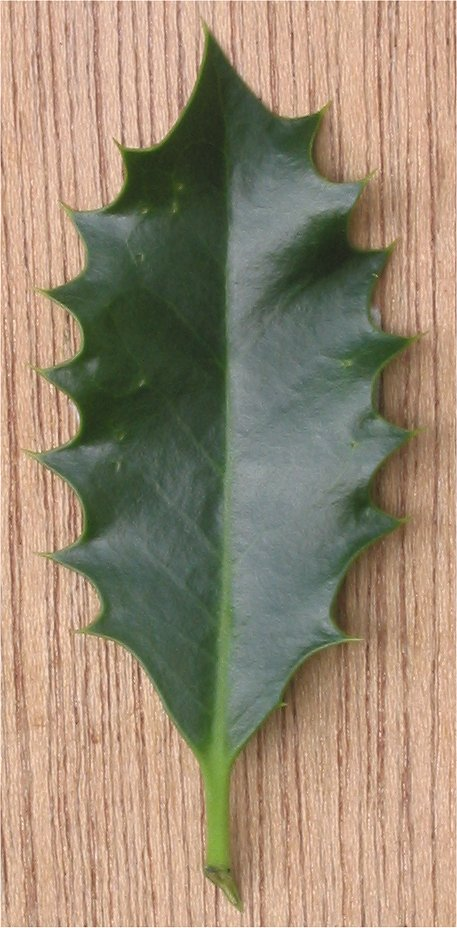
hulst getand, ronde insnijdingen en scherpe uitsteeksels
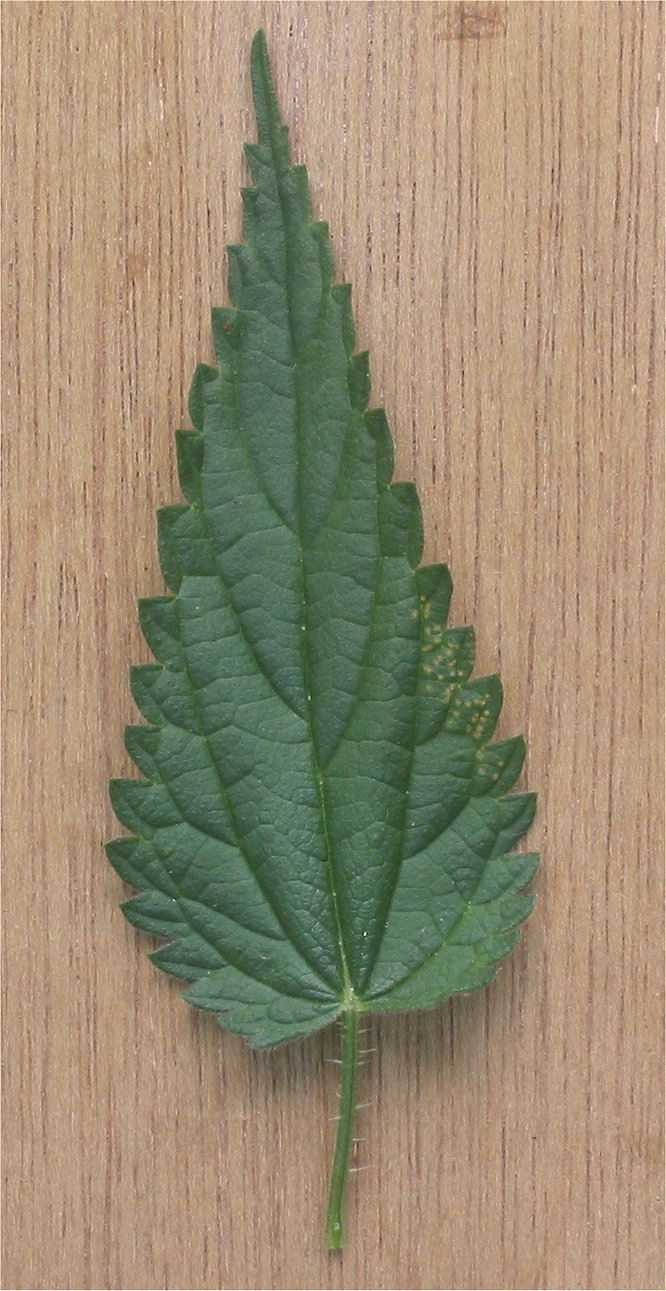
brandnetel gezaagd, scherpe insnijdingen en scherpe uitsteeksels
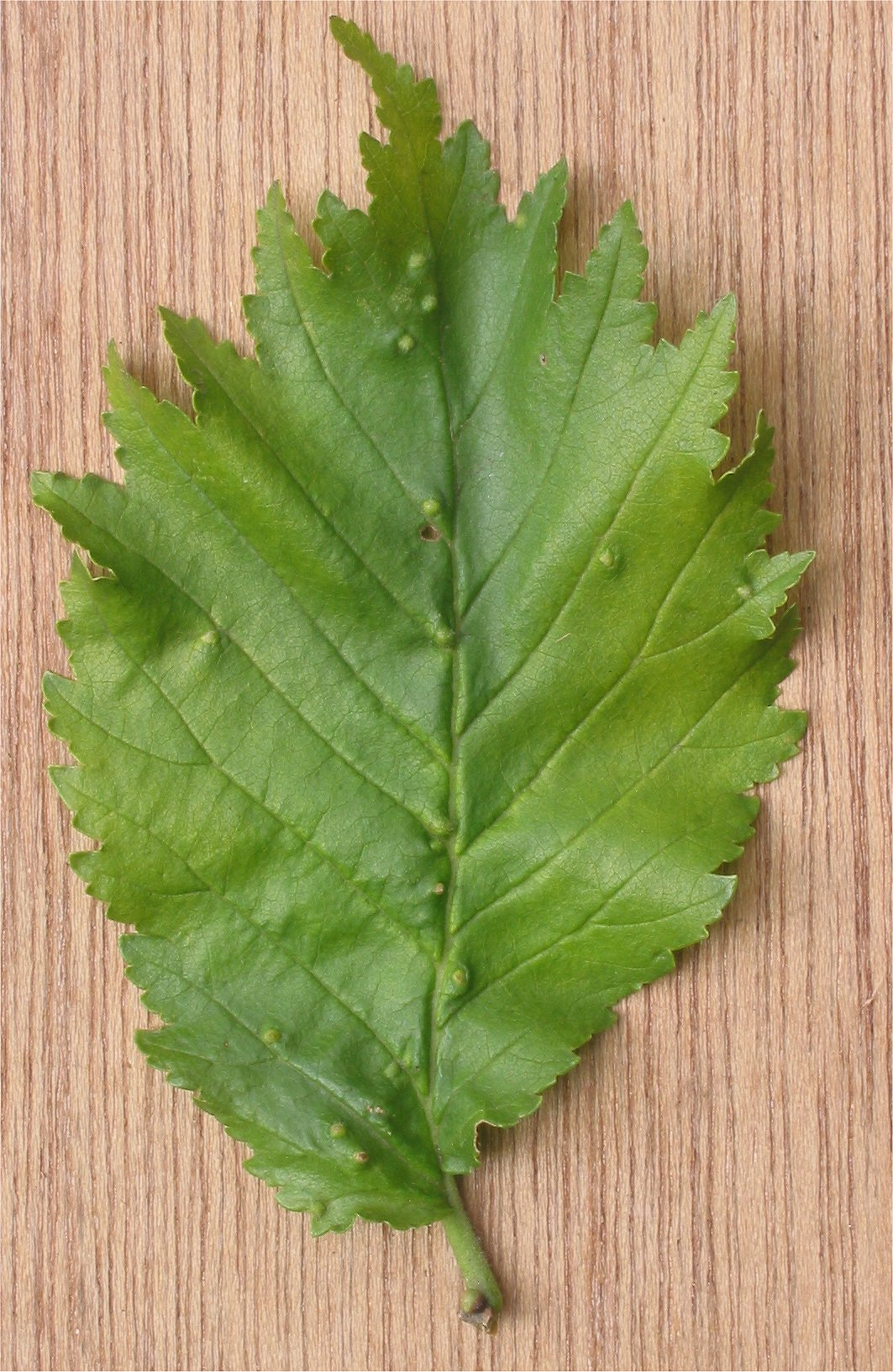
goudiep dubbelgezaagd, grove tanden weer gezaagd

| Met randtype gecombineerde kenmerken: insnijdingen | Met randtype gecombineerde kenmerken: insnijdingen                            | Met randtype gecombineerde kenmerken: insnijdingen | Met randtype gecombineerde kenmerken: insnijdingen                                     |
| type                                               | bladrand                                                                      | opmerking | afbeelding                                                                             |
| -------------------------------------------------- | ----------------------------------------------------------------------------- | --- | -------------------------------------------------------------------------------------- |
| Algemeen                                           | gaaf margo integer                                                            | |                                                                                        |
| Algemeen                                           | ingesneden margo incisus/divisus                                              | (onafhankelijk ingesneden of afhankelijk ingesneden) |                                                                                        |
| Onafhankelijk ingesneden                           | onafhankelijk insnijdingen (zonder wijzigen de algemene bladvorm)             | onafhankelijk insnijdingen (zonder wijzigen de algemene bladvorm) | \| \| - gezaagd - gezaagd - gekarteld - getand - geschulpt - gewimperd - uitgebeten \| |
| Onafhankelijk ingesneden                           | gezaagd margo serratus                                                        | uitsteeksels en insnijdingen scherp |                                                                                        |
| Onafhankelijk ingesneden                           | dubbel gezaagd margo biserratus                                               | zaagtanden nogmaals gezaagd |                                                                                        |
| Onafhankelijk ingesneden                           | geschulpt margo repandus, sinuatus                                            | uitsteeksels en insnijdingen stomp |                                                                                        |
| Onafhankelijk ingesneden                           | getand margo dentatus                                                         | uitsteeksels scherp, maar insnijdingen stomp |                                                                                        |
| Onafhankelijk ingesneden                           | gekarteld margo crenatus                                                      | uitsteeksels stomp, maar insnijdingen scherp |                                                                                        |
| Afhankelijk ingesneden folium dissectum            | afhankelijke insnijdingen (met wijzigen de algemene bladvorm)                 | afhankelijke insnijdingen (met wijzigen de algemene bladvorm) |                                                                                        |
| Afhankelijk ingesneden folium dissectum            | gelobd, folium lobatum                                                        | Insnijdingen hoogstens tot voor het midden van de zijnerven, < 25%, insnijdingen tot een kwart van de zijnerf                                                                                  |                                                                                        |
| Afhankelijk ingesneden folium dissectum            | gespleten, folium fissum                                                      | Insnijdingen tot bij het midden van de zijnerven, 25% - 50%, insnijdingen vanaf een kwart tot de helft van de zijnerf - handspletig - veerspletig of vinspletig - voetvormig gespleten         |                                                                                        |
| Afhankelijk ingesneden folium dissectum            | gedeeld, folium multifidum                                                    | Insnijdingen verder dan het midden van de zijnerven, > 50%, insnijdingen vanaf de helft van de zijnerf tot bijna aan de hoofdnerf toe - handdelig - veerdelig of vindelig - voetvormig gedeeld |                                                                                        |
| Gelobd, folium lobatum                             | veerlobbig                                                                    | - 25%, insnijdingen tot een kwart van de zijnerf | moseik                                                                                 |
| Gelobd, folium lobatum                             | handlobbig                                                                    | - 25%, insnijdingen tot een kwart van de zijnerf | klimop                                                                                 |
| Gespleten, folium fissum                           | veerspletig                                                                   | 25% - 50%, insnijdingen vanaf een kwart tot de helft van de zijnerf | zomereik                                                                               |
| Gespleten, folium fissum                           | handspletig                                                                   | 25% - 50%, insnijdingen vanaf een kwart tot de helft van de zijnerf | Vingerplant                                                                            |
| Gedeeld, folium multifidum                         | veerdelig                                                                     | > 50%, insnijdingen vanaf de helft van de zijnerf tot bijna aan de hoofdnerf toe | kleine varkenskers                                                                     |
| Gedeeld, folium multifidum                         | handdelig                                                                     | > 50%, insnijdingen vanaf de helft van de zijnerf tot bijna aan de bladsteel toe | Rotsooievaarsbek                                                                       |
| Nervatuur en bladrand:                             | Handvormig                                                                    | 1. handlobbig 2. handspletig 3. handdelig |                                                                                        |
| Nervatuur en bladrand:                             | Veervormig                                                                    | 1. veerlobbig 2. veerspletig 3. veerdelig |                                                                                        |
|                                                    | - gezaagd - gezaagd - gekarteld - getand - geschulpt - gewimperd - uitgebeten | |                                                                                        |

Onafhankelijke insnijdingen schema's
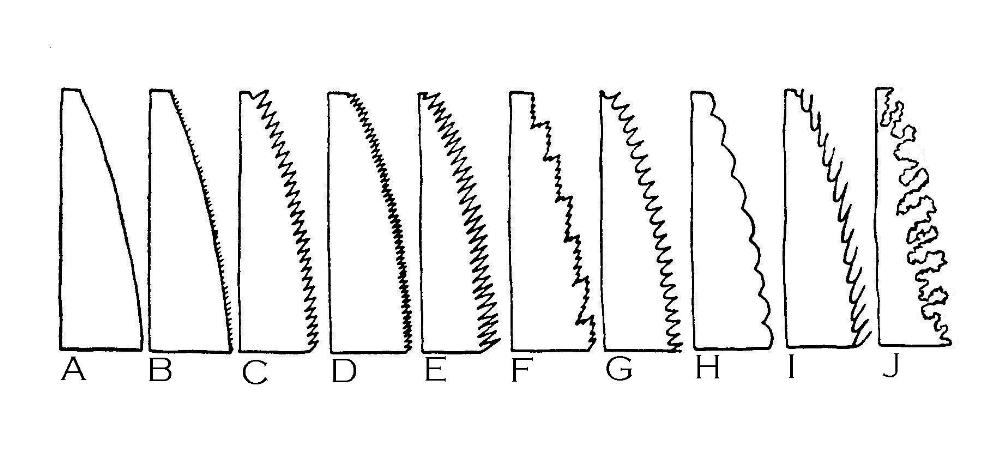
Bladrand: A gaaf, B gewimperd, C-E gezaagd, F dubbel gezaagd, G getand, H gekarteld, I stekelig getand, J veerspletig
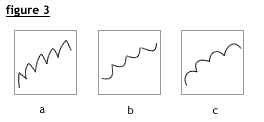
a gezaagd, b getand, c gekarteld

Onafhankelijke insnijdingen
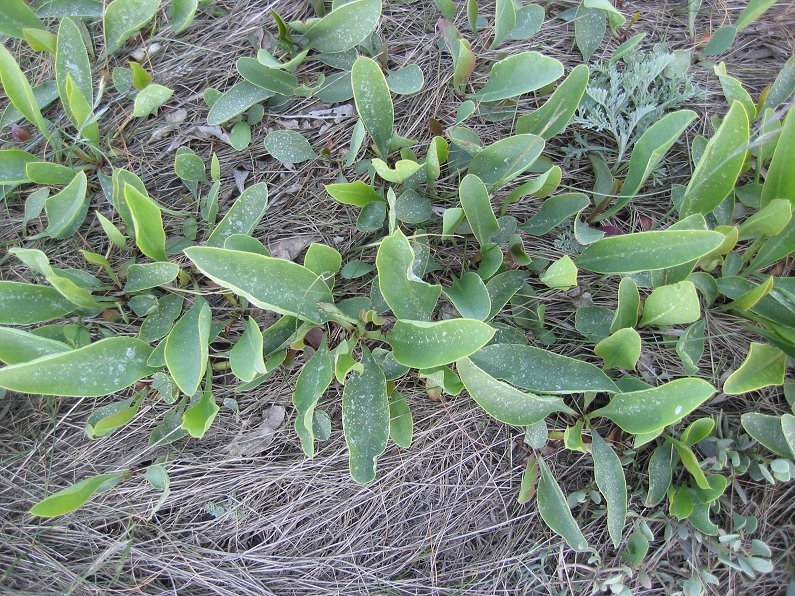
lamsoor gaaf, helemaal recht
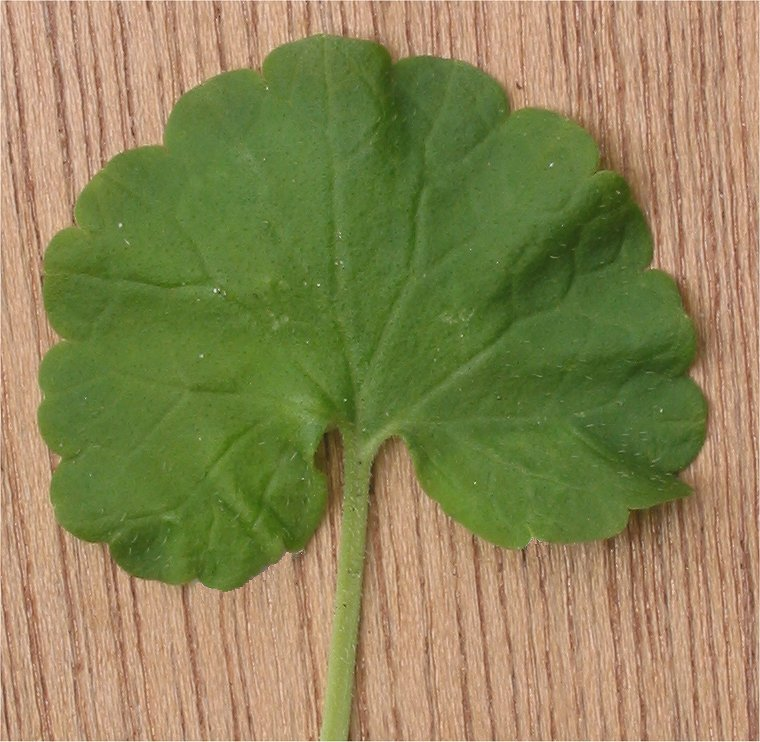
hondsdraf gekarteld, scherpe insnijdingen en ronde uitsteeksels
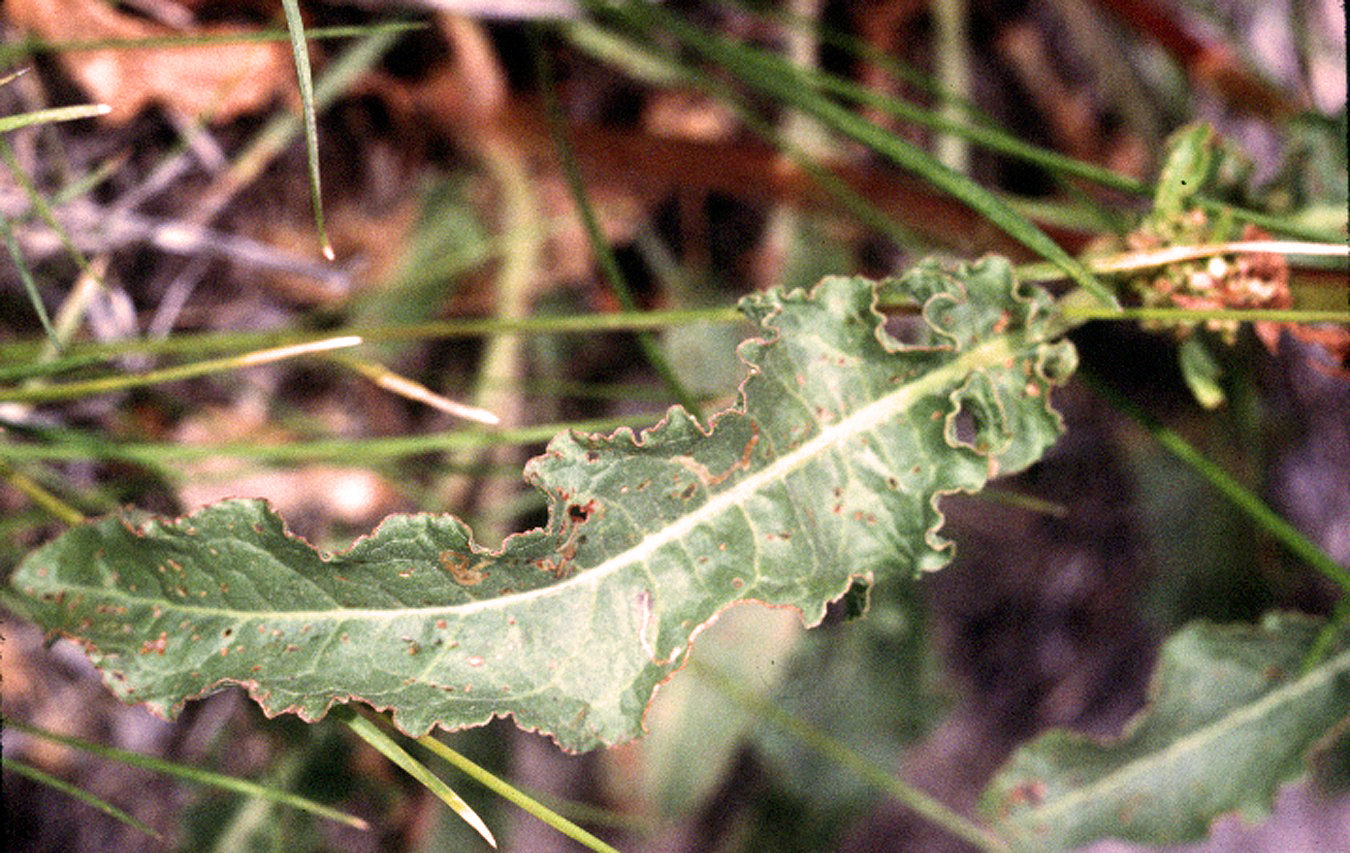
krulzuring gekroesd

- hulst
getand, ronde insnijdingen en scherpe uitsteeksels
- brandnetel
gezaagd, scherpe insnijdingen en scherpe uitsteeksels
- goudiep
dubbelgezaagd, grove tanden weer gezaagd

### De bladtop
De vorm van de bladtop (apex) is, evenals de vorm van de bladbasis, mede bepalend voor de algemene bladvorm van de bladschijf.
| Typen enkelvoudige blad naar vorm van de bladtop (apex) | Typen enkelvoudige blad naar vorm van de bladtop (apex) | Typen enkelvoudige blad naar vorm van de bladtop (apex)                         | Typen enkelvoudige blad naar vorm van de bladtop (apex) |
| naam                                                    | latijn                                                  | opmerking                                                                       | afbeelding                                              |
| ------------------------------------------------------- | ------------------------------------------------------- | ------------------------------------------------------------------------------- | ------------------------------------------------------- |
| uitgerand                                               | emarginatus                                             | aan de bladtop licht ingesneden, verkorte hoofdnerf van het blad                |                                                         |
| afgeknot                                                | truncatus                                               | met een recht afgesneden top                                                    |                                                         |
| afgerond                                                | rotundatus                                              | afgerond en zonder punt, eirond                                                 |                                                         |
| stomp                                                   | obtusus                                                 | top met een stompe hoek, > 90°                                                  |                                                         |
| apiculaat                                               | apiculatus                                              | top uitlopend in een kort en slank uiteinde                                     |                                                         |
| spits                                                   | acutus                                                  | top met een spitse hoek, < 90°                                                  |                                                         |
| toegespitst                                             | acuminatus                                              | uitlopend in een lange, geleidelijk versmallende, spitse punt                   |                                                         |
| mucronaat                                               | mucronatus                                              | abrupt eindigend in een smalle, scherpe punt als voortzetting van de middennerf |                                                         |
| sikkelvormig                                            | falcatus                                                | toegespitst met een sikkelvormig gebogen spitse punt                            |                                                         |
| borstel, genaald                                        | aristatus                                               | Eindigend in een starre, borstelachtige punt                                    |                                                         |

De uittredende nerf van de bladtop bij de vleesetende planten van het geslacht Nepenthes vormt de vangbeker.

### Bladnerven en nervatuur
De bladnerven (nervus, mv. nervi). worden gevormd door de hoofdnerf of middennerf (costa), de zijnerven (nervus lateralis, mv. nervi laterales) en de aderen (vena, mv. venae) in hun onderlinge rangschikking vormen de nervatuur.
De hoofdnerf loopt van de bladbasis in de richting van de bladtop, en verdeelt de bladschijf in twee gewoonlijk spiegelbeeldige bladhelften. Soms zijn beide bladhelften ongelijk, bijvoorbeeld bij de iep, en spreekt men van een scheef blad, of van scheve bladvoet.
| de nervatuur nervatio, venatio                                | de nervatuur nervatio, venatio                                                                              | de nervatuur nervatio, venatio | de nervatuur nervatio, venatio |
| nervatuur                                                     | opmerking                                                                                                   | afbeelding                     |                                |
| ------------------------------------------------------------- | --- | ------------------------------ | ------------------------------ |
| handnervig folium palmatinerve                                | de zijnerven ontspringen uit een punt aan de bladbasis                                                      |                                |                                |
| veernervig of vinnervig folium penninerve                     | de zijnerven ontspringen op verschillende hoogten van de hoofdnerf in de bladschijf                         |                                |                                |
| drie-nervig folium triplinerve                                | twee iets boven de bladvoet ontspringende zijnerven zijn vrijwel even goed ontwikkeld zijn als de hoofdnerf |                                |                                |
| vijf-nervig folium quintuplinerve                             | vier iets boven de bladvoet ontspringende zijnerven zijn vrijwel even goed ontwikkeld zijn als de hoofdnerf |                                |                                |
| netnervig folium reticulato-venosum, retinerve                | aderen en zijnerven zijn vrijwel niet van elkaar te onderscheiden                                           |                                |                                |
| voetnervig folium pedatinerve                                 | |                                |                                |
| rechtnervig, parallelnervig folium rectinerve, parallelinerve | |                                |                                |
| kromnervig folium curvinerve                                  | |                                |                                |
| dichotoom, gegaffeld                                          | gelijkwaardige hoofd- en zijnerven vertakken zich herhaald in tweeën                                        |                                |                                |

bladnerven en nervatuur
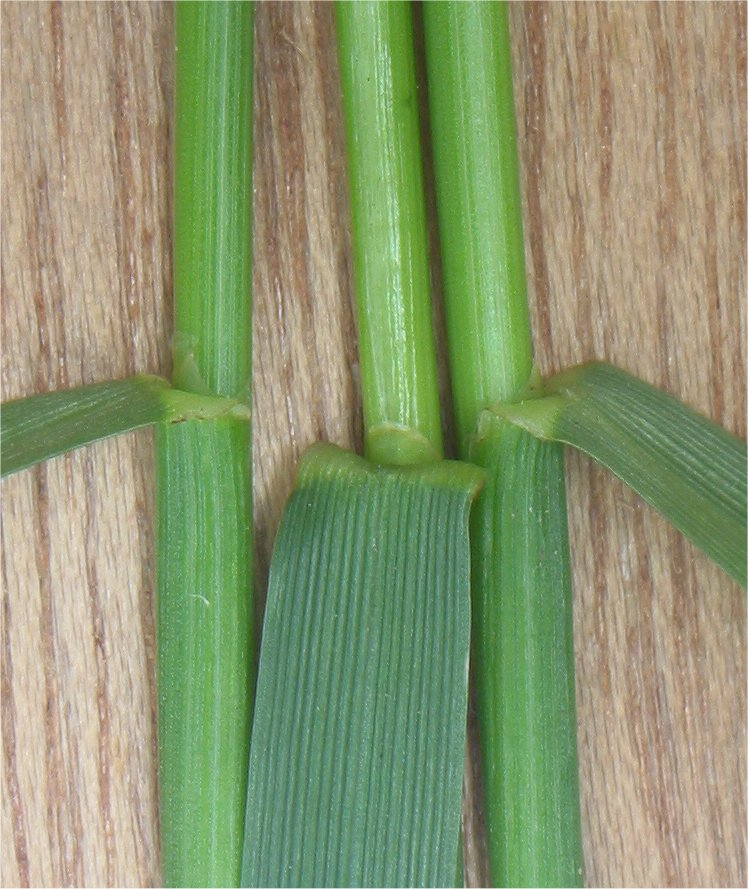
Engels raaigras parallelnervig
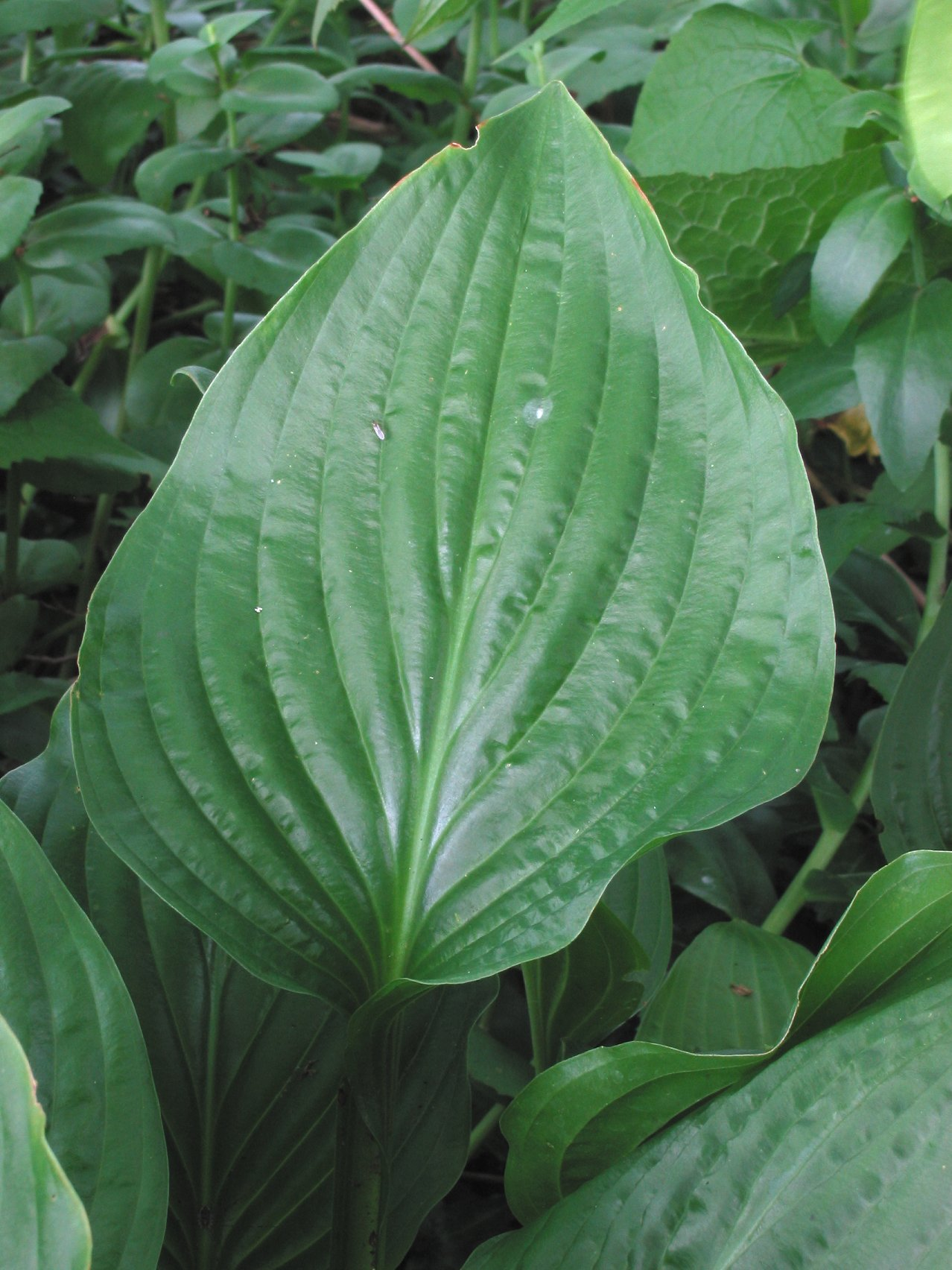
Hosta kromnervig
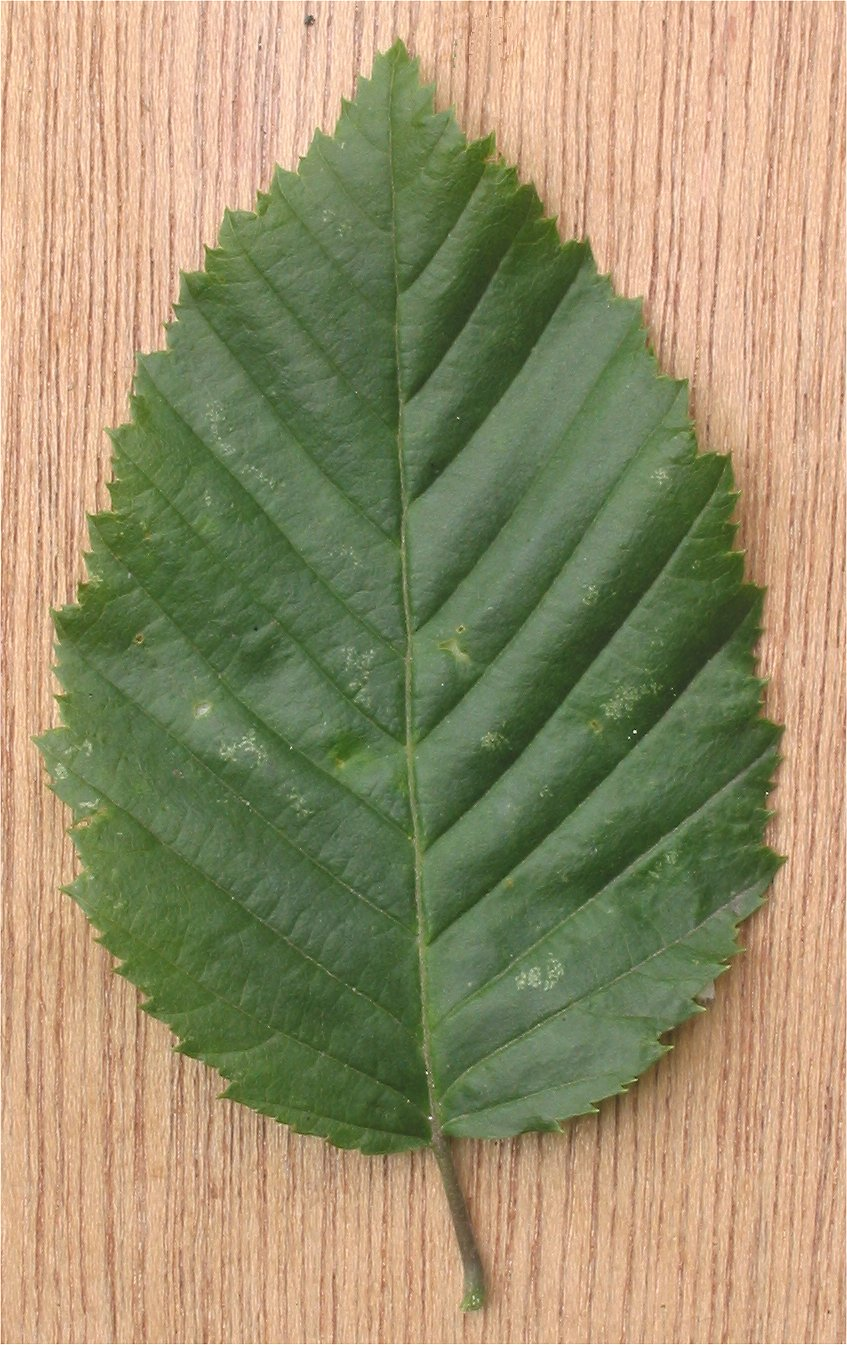
haagbeuk veernervig
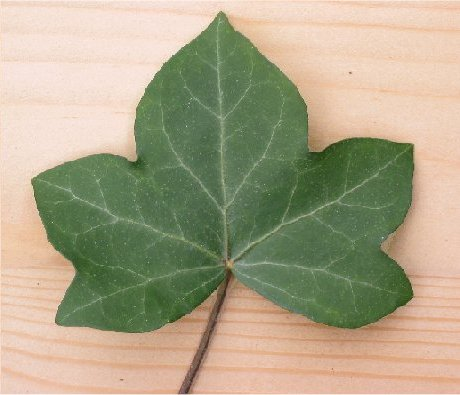
klimop handnervig
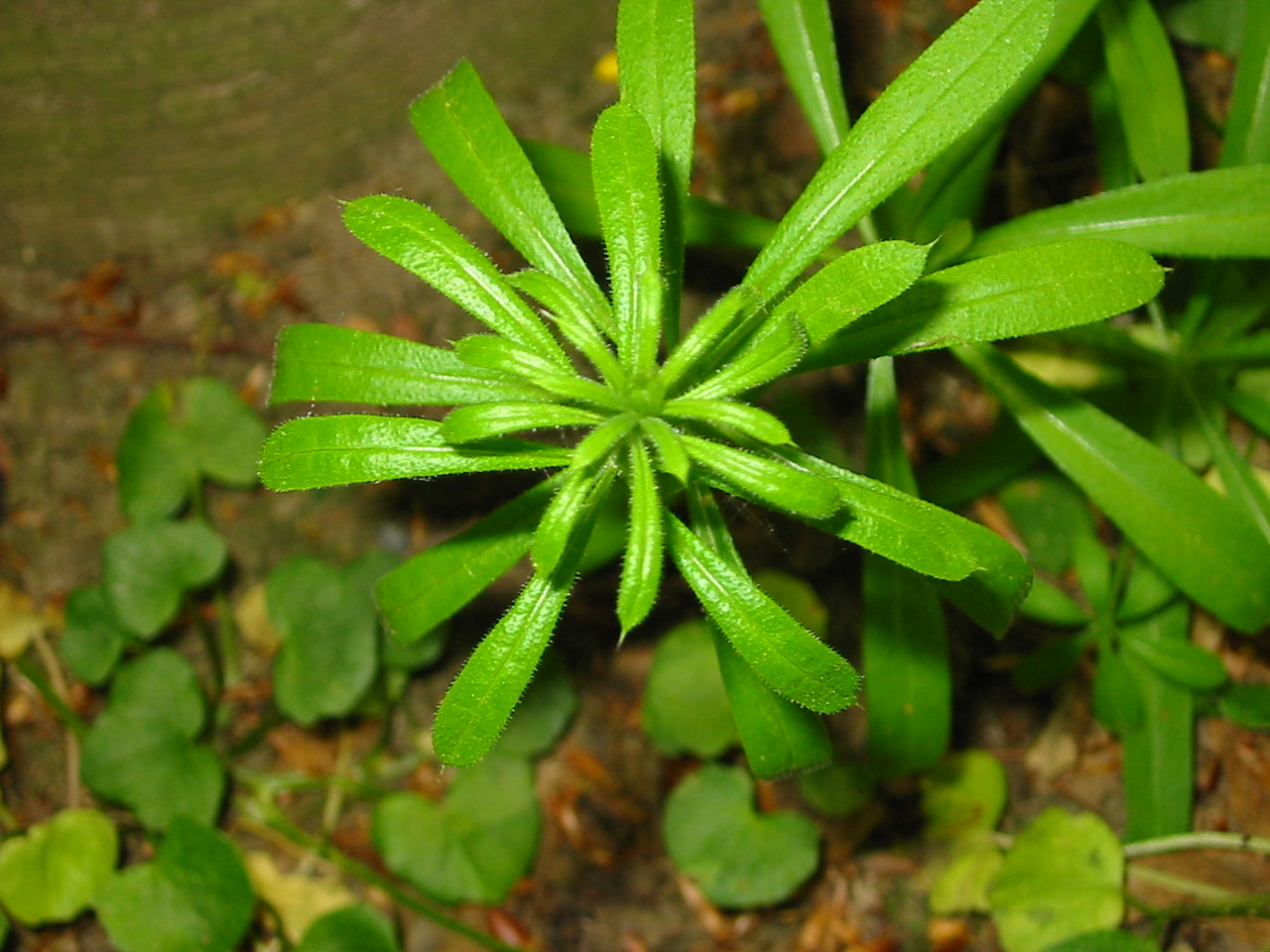
kleefkruid eennervig
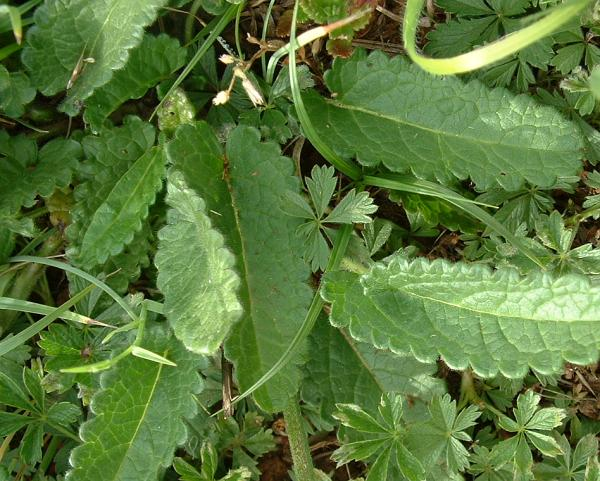
betonie netnervig

## Samengesteld blad
Een samengesteld blad is een blad waarvan de bladschijf is opgedeeld in blaadjes (soms "deelblaadjes" genoemd). De spil of hoofdas van het samengestelde blad heet de "bladspil". De blaadjes kunnen weer gesteeld of zittend zijn. Bij gesteelde blaadjes is de aanhechting aan de bladnerf soms voorzien van een meer of minder duidelijk scharnier. Bij Mimosa pudica zijn de bladen gevoelig voor aanraking en scharnieren de blaadjes in dat geval naar beneden.
Er zijn 2 onderverdelingen: handvormig en veervormig samengestelde bladeren.
| samengesteld blad                                                                                               | omschrijving | afbeelding |
| --- | --- | ---------- |
| handvormig samengesteld (hier 5-tallig handvormig samengesteld)                                                 | de blaadjes ontspringen vanuit een punt                                                                                           |            |
| handvormig samengesteld (hier 3-tallig) met blaadjes die eveneens handvormig zijn samengesteld (hier 3-tallig), | de blaadjes ontspringen vanuit een punt, met de blaadjes zelf weer handvormig zijn samengesteld                                   |            |
| even geveerd | de blaadjes staan langs een hoofdnerf, zonder eindblaadje                                                                         |            |
| oneven geveerd                                                                                                  | de blaadjes staan langs een hoofdnerf, met eindblaadje                                                                            |            |
| dubbel geveerd                                                                                                  | de blaadjes zelf zijn op hun beurt samengesteld                                                                                   |            |
| afgebroken geveerd                                                                                              | als tussen de grote blaadjesparen kleine blaadjesparen liggen met andere woorden afwisselende jukken met grote en kleine blaadjes |            |
| gaffelvormig vertakt                                                                                            | (herhaald) in twee slippen verdeeld (dichtoom)                                                                                    |            |

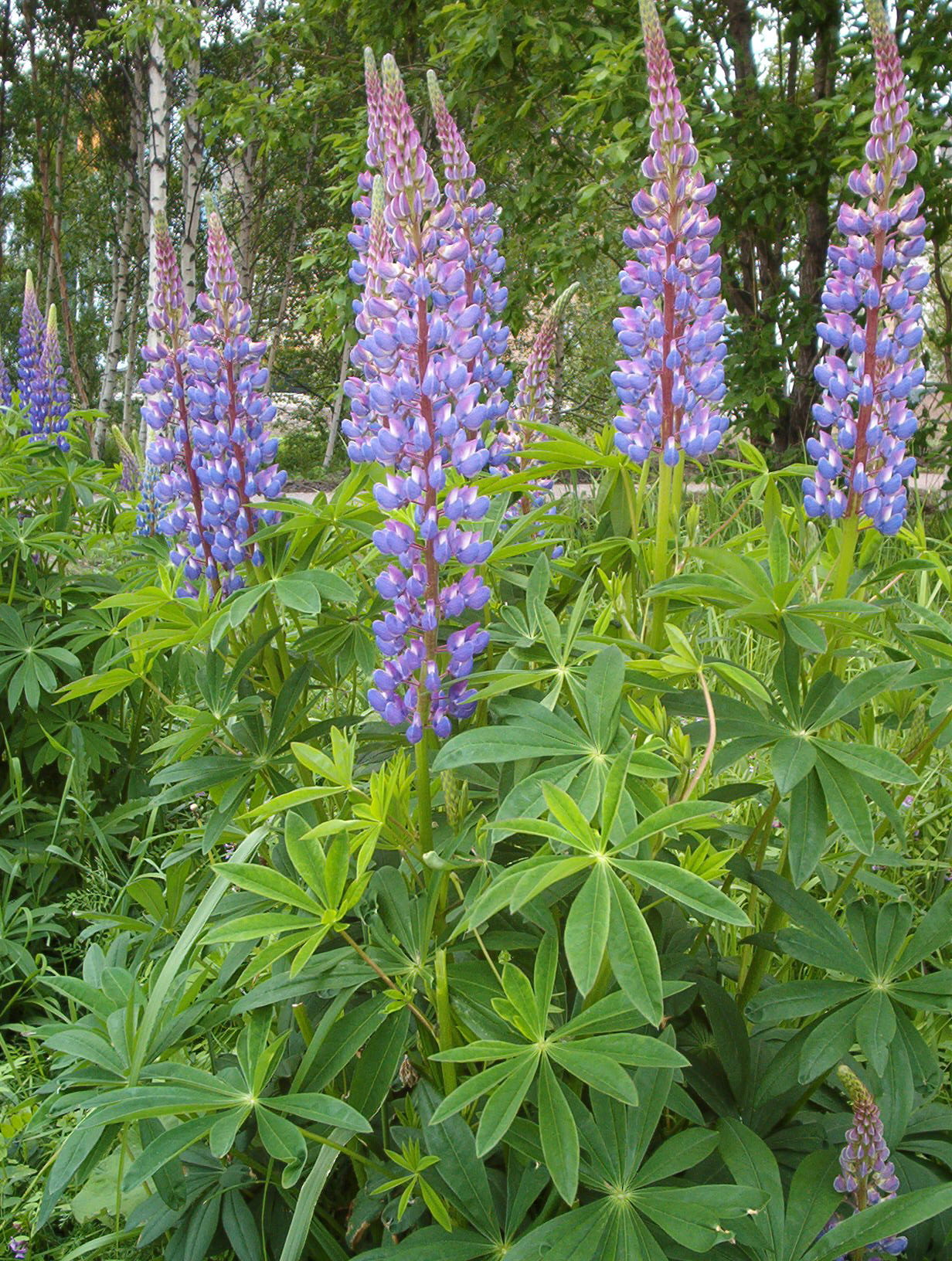
Blad handdelig Vaste lupine (Lupinus polyphyllus)
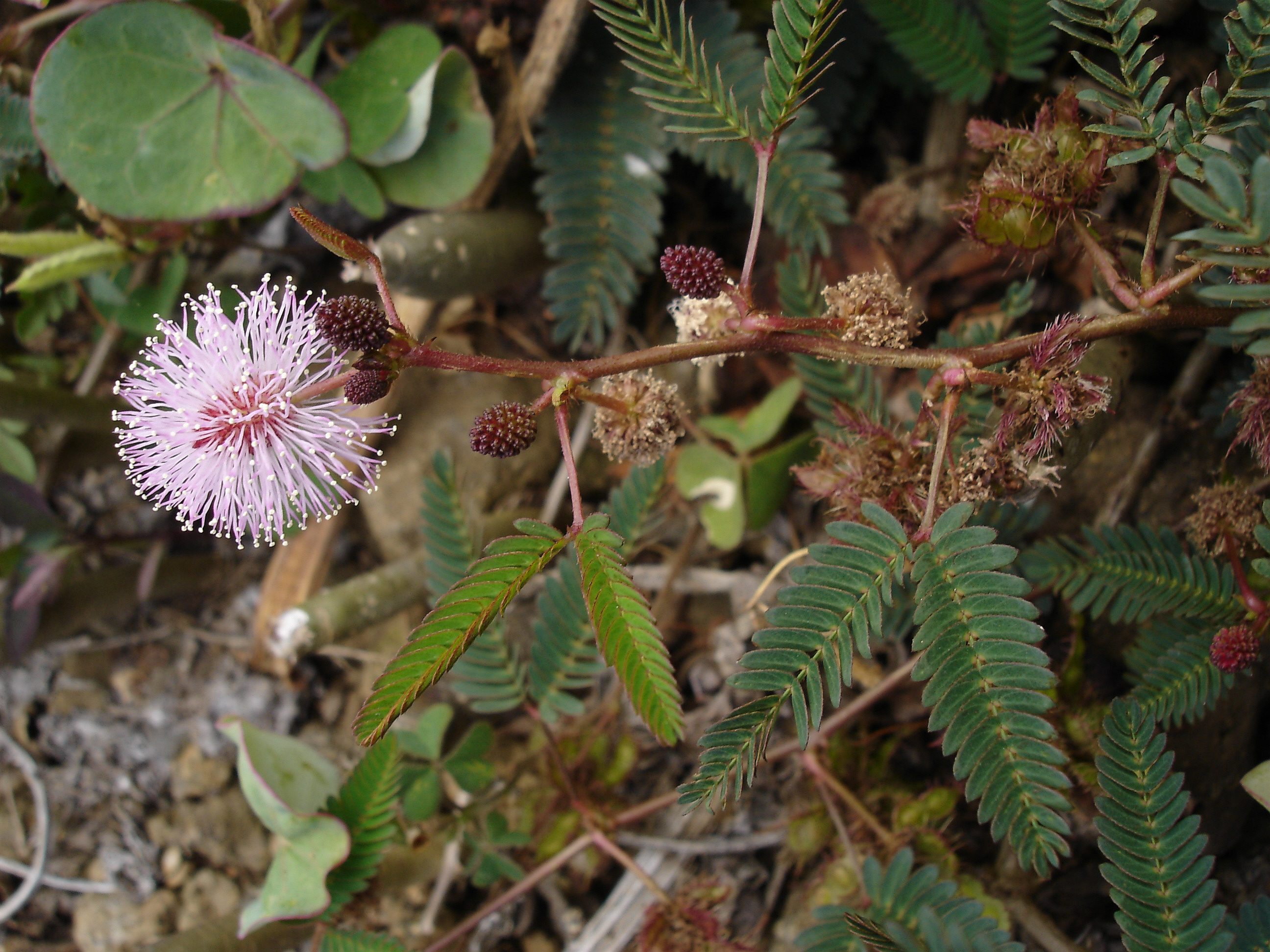
Blad veerdelig Kruidje-roer-mij-niet (Mimosa pudica)
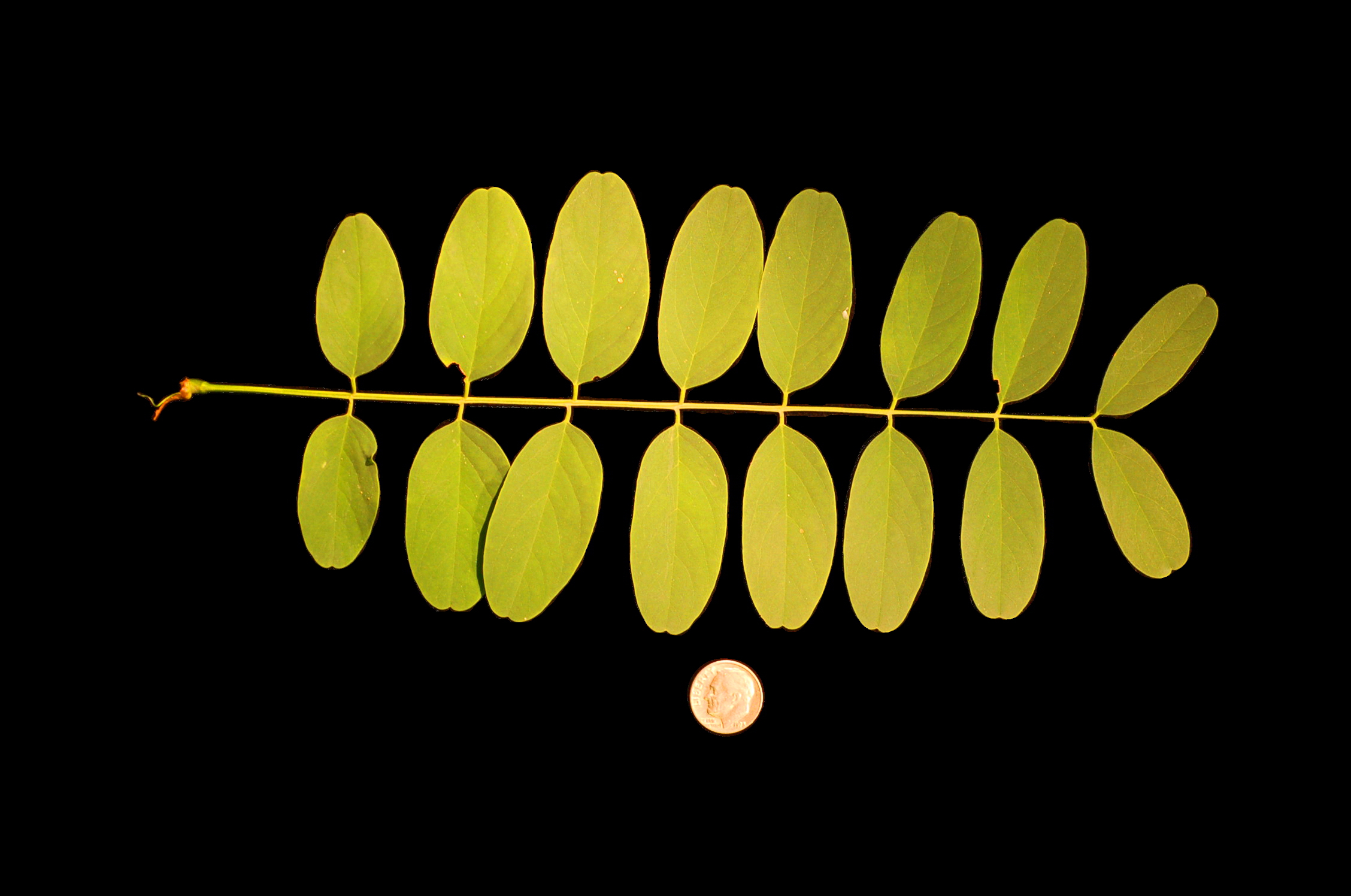
Blad even geveerd Robinia (Robinia pseudoacacia)
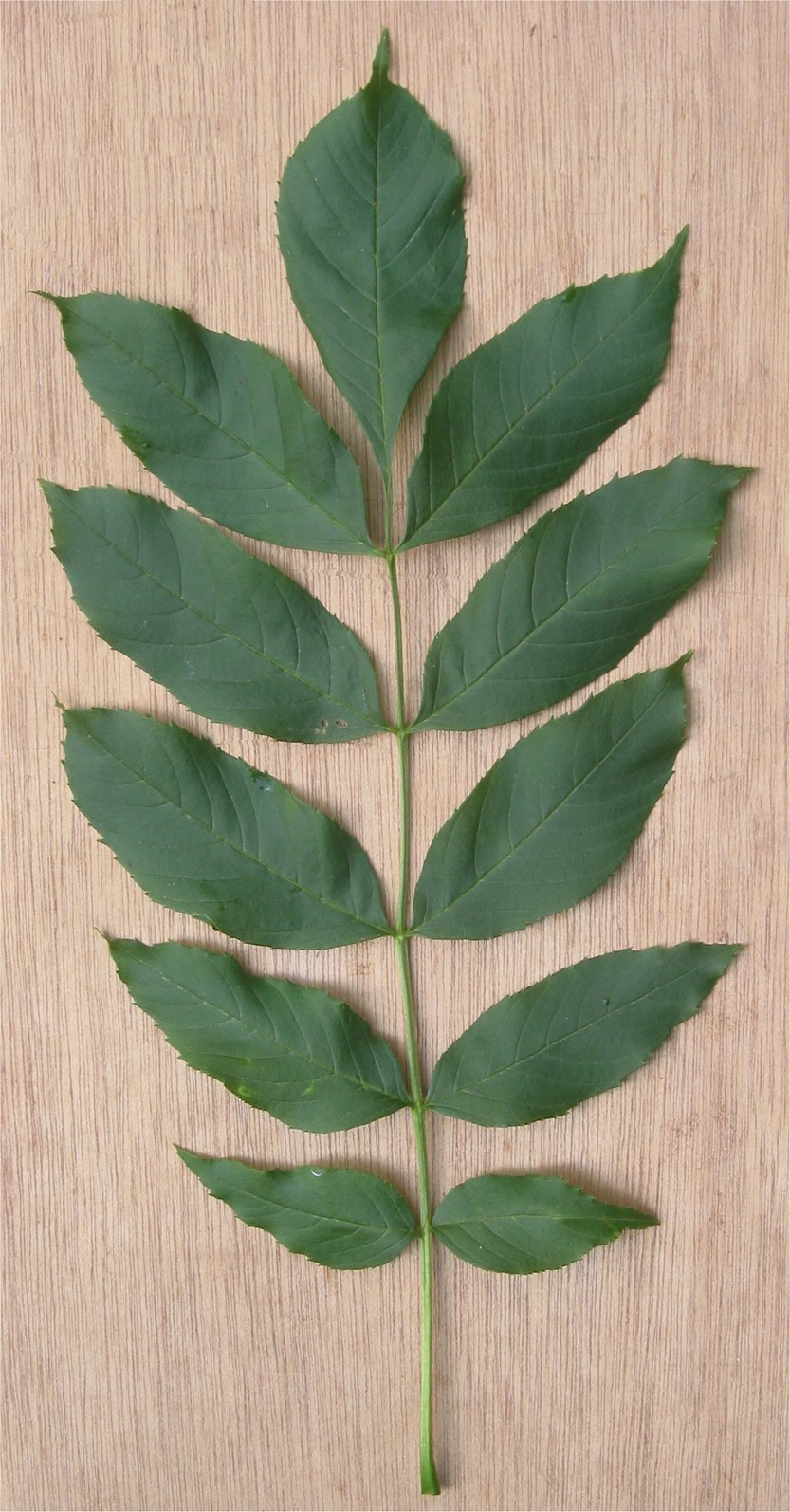
Blad oneven geveerd es (Fraxinus excelsior)
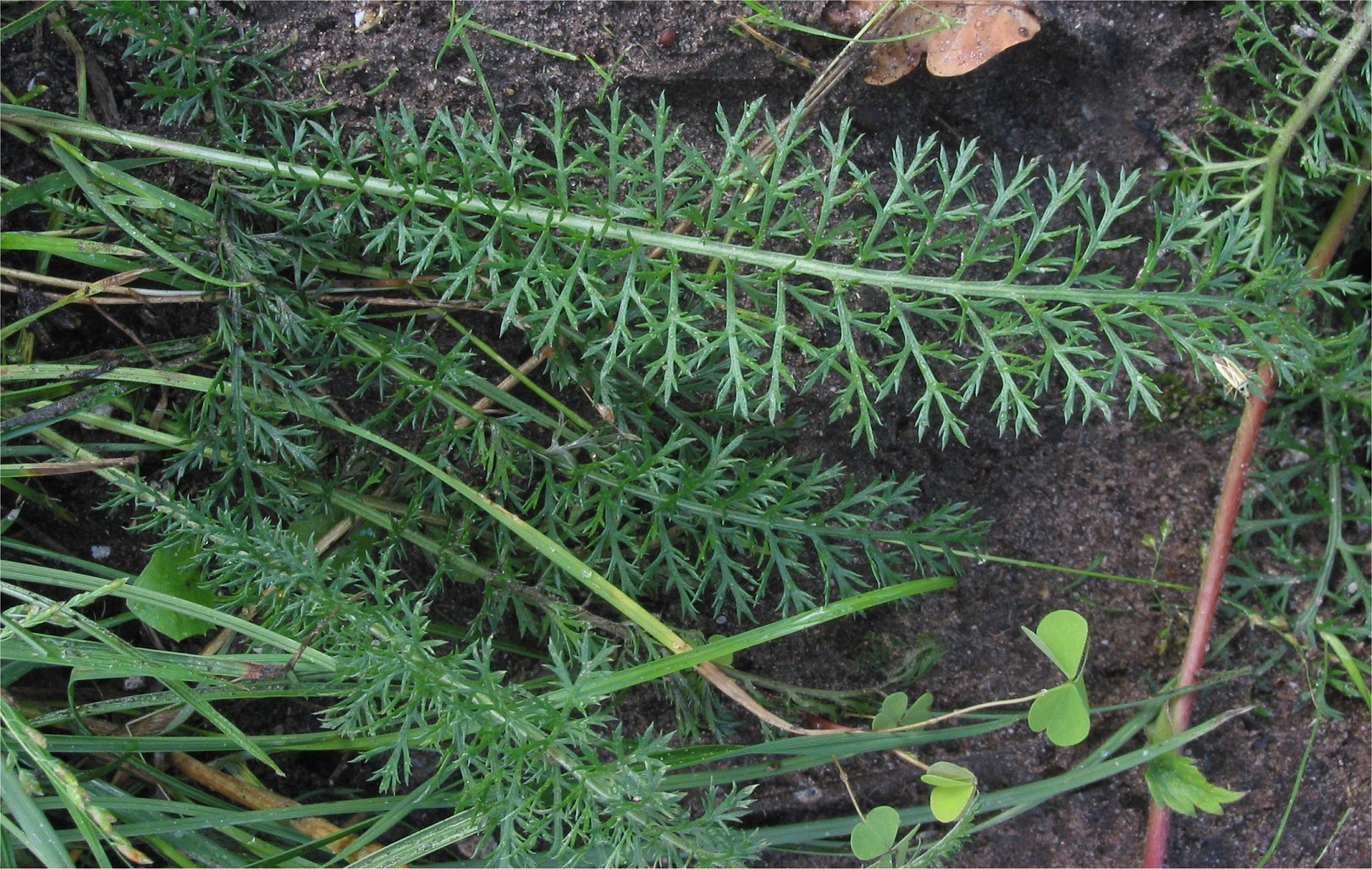
Blad dubbel veerdelig Gewoon duizendblad (Achillea millefolium)
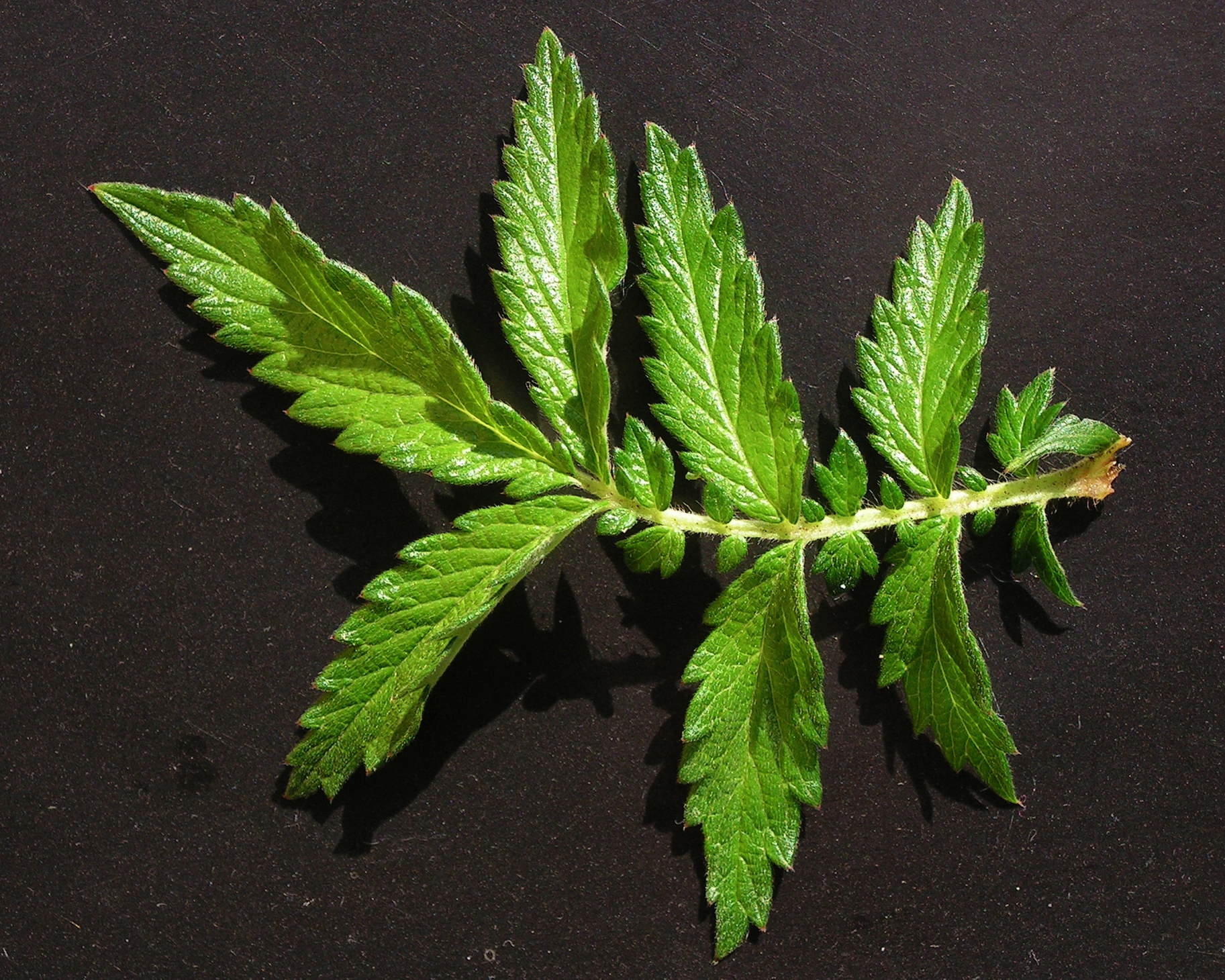
Blad afgebroken geveerd gewone agrimonie (Agrimonia eupatoria)
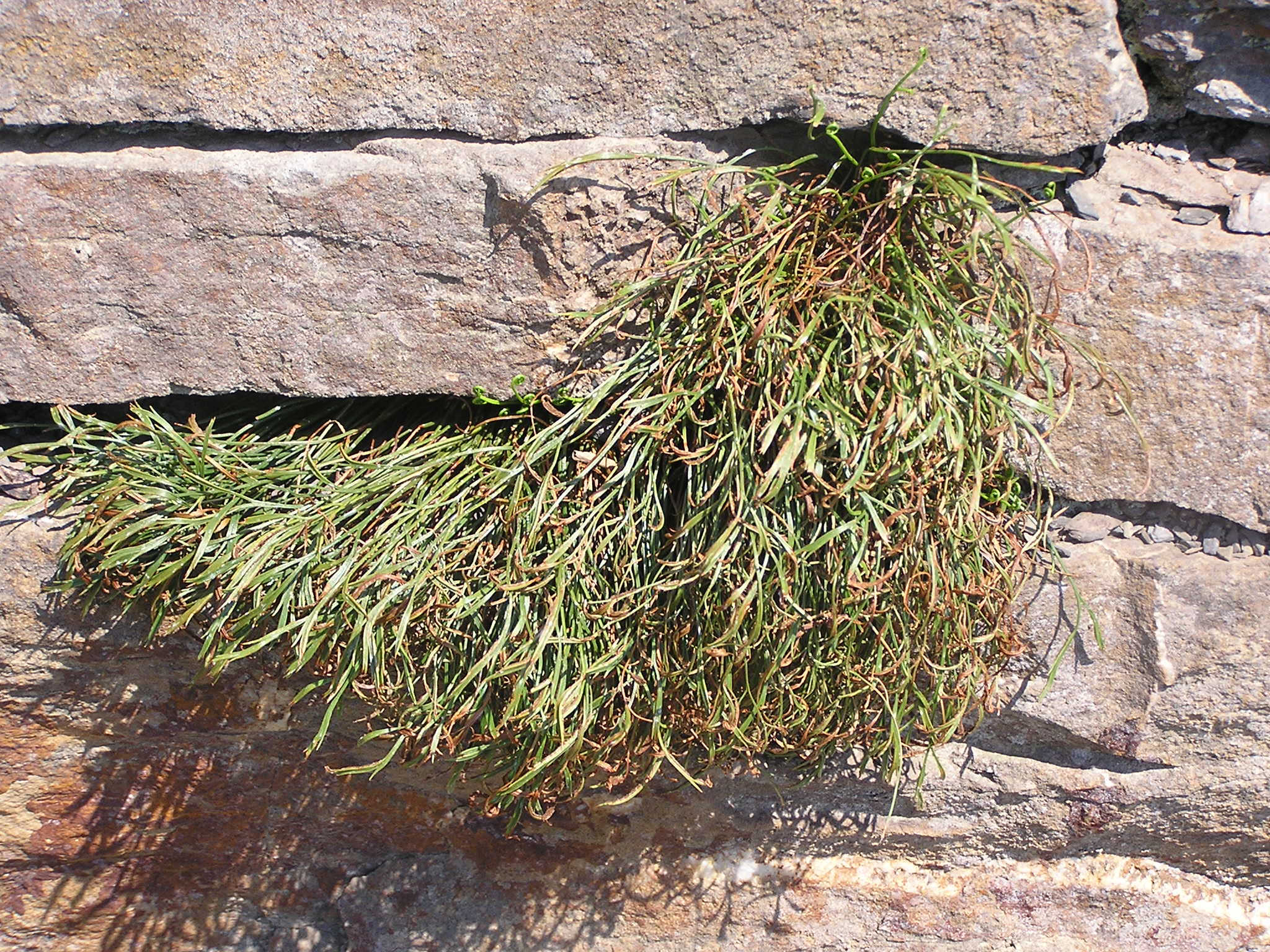
Blad dichotoom vertakt Noordse streepvaren (Asplenium septentrionale)

De volgende basisvormen kunnen onderscheiden worden:
- eentallig: het blad lijkt enkelvoudig, maar uit het bestaan van zowel een breekpunt aan de voet van de bladsteel als aan de voet van de bladschijf blijkt dat het gaat om een samengesteld blad waarvan alleen het topblaadje nog aanwezig is
- geveerd samengesteld, bij geveerd wordt onder andere onderscheiden:
  - dubbel veerdelig
  - drievoudig veerdelig
  - viervoudig veerdelig

Samengestelde bladen
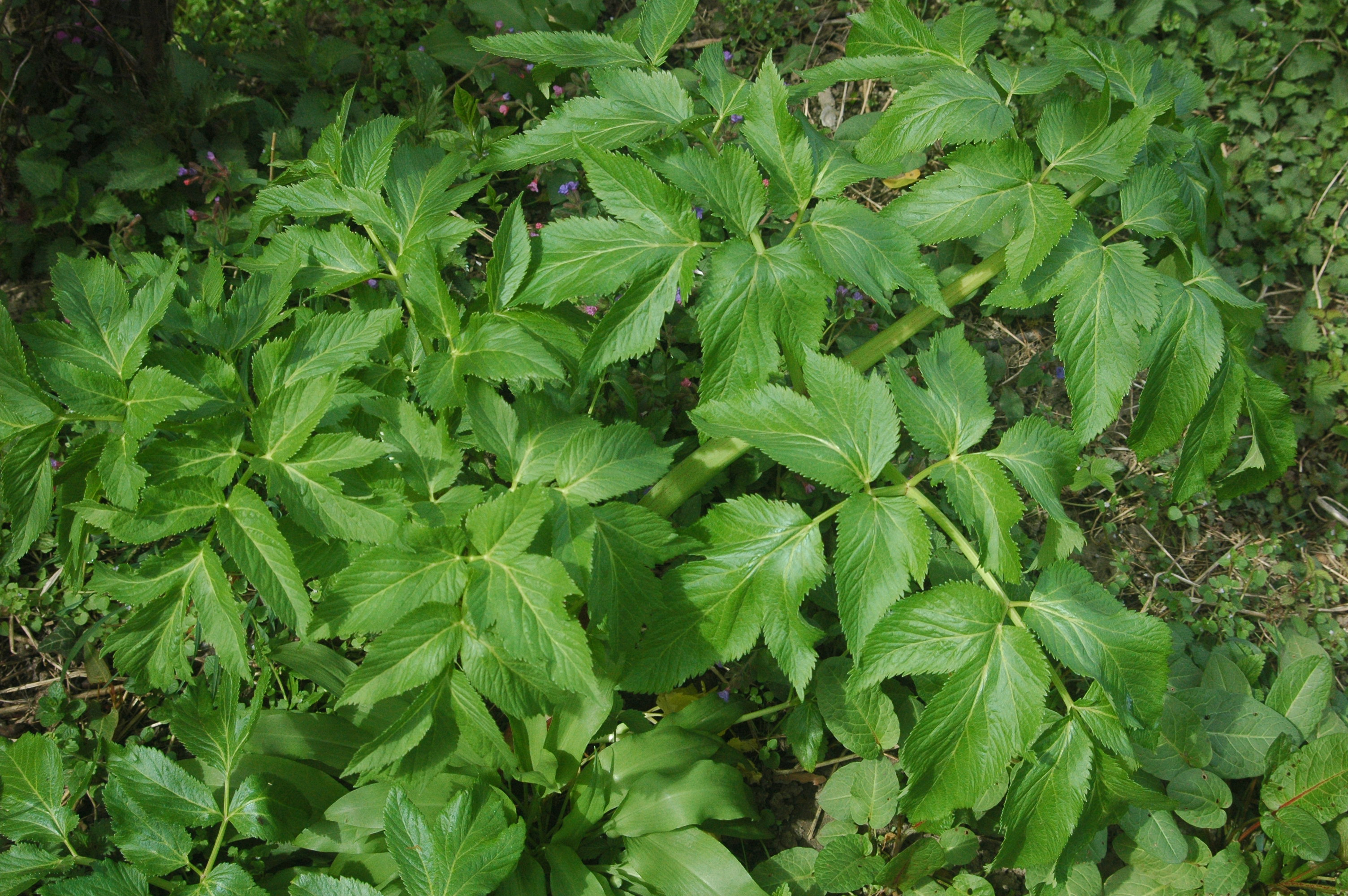
Handvormig samengesteld blad van grote engelwortel (Angelica archangelica)
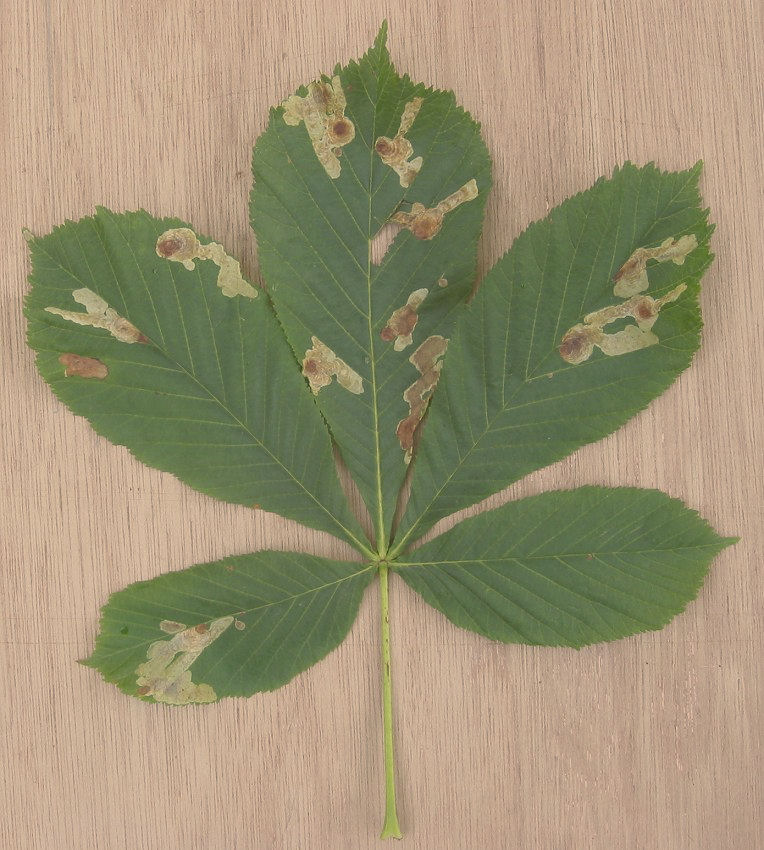
Handvormig samengesteld blad van de paardenkastanje
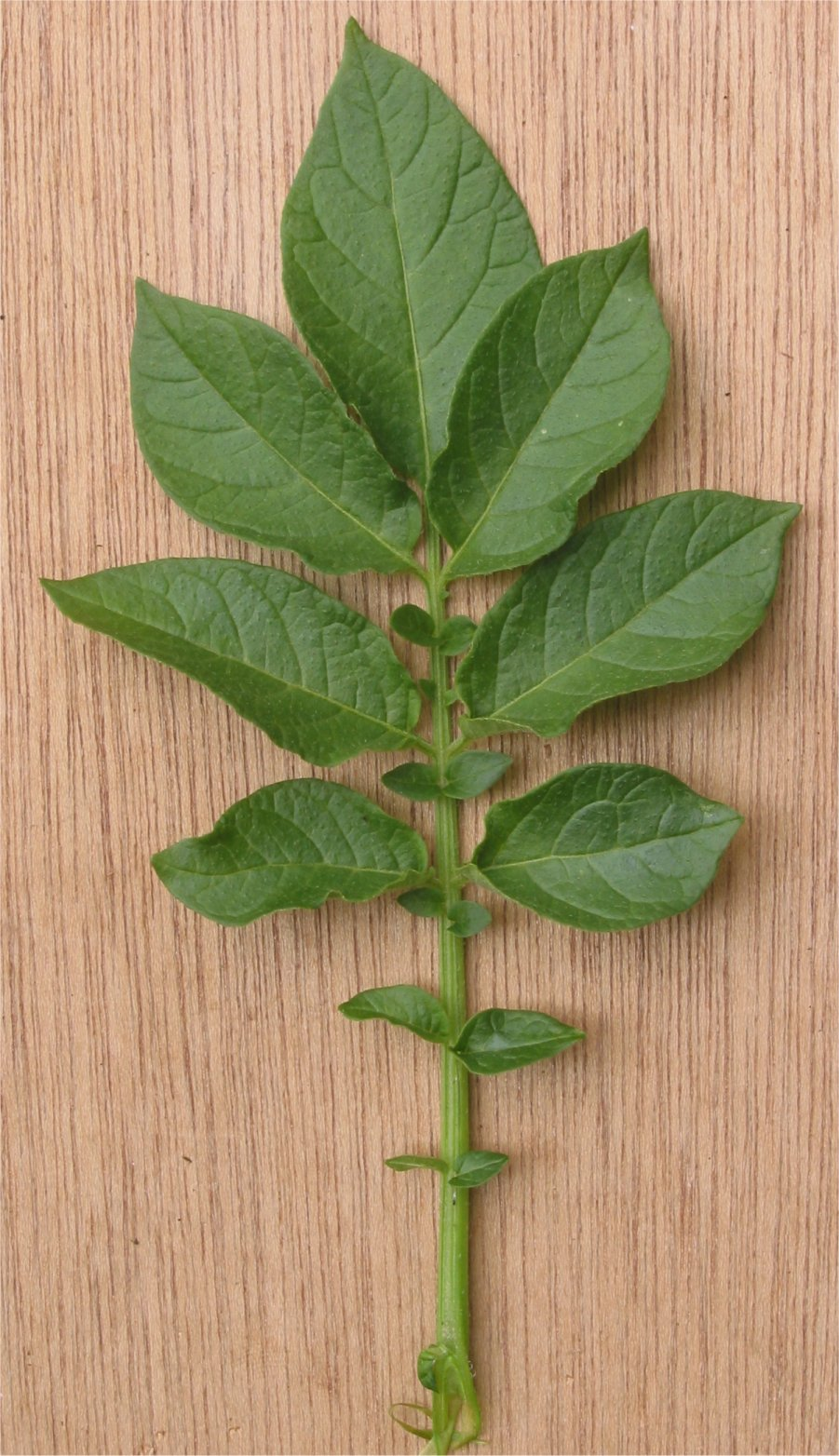
Afgebroken geveerd blad van aardappel
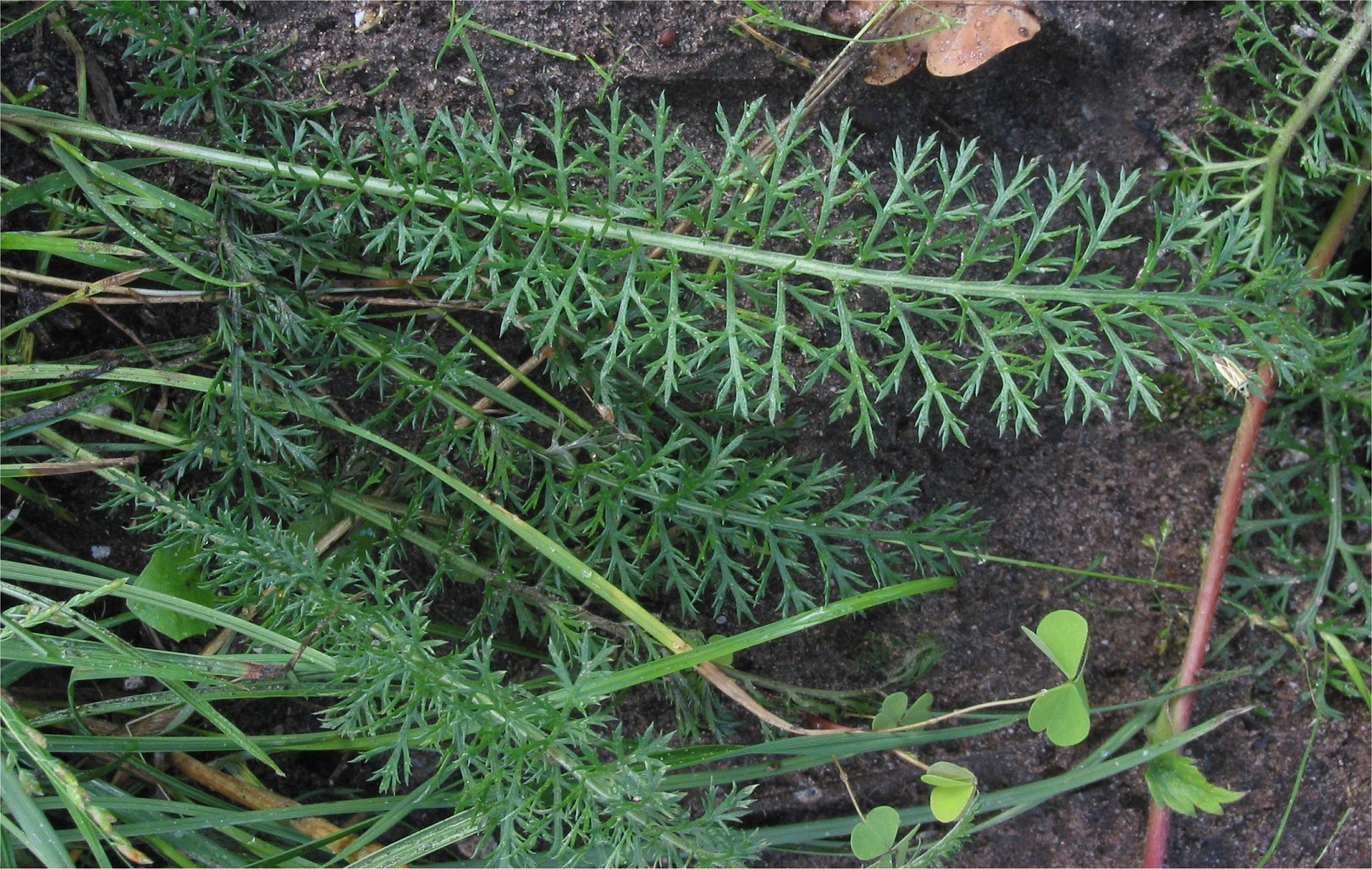
Dubbelveerdelig blad van duizendblad
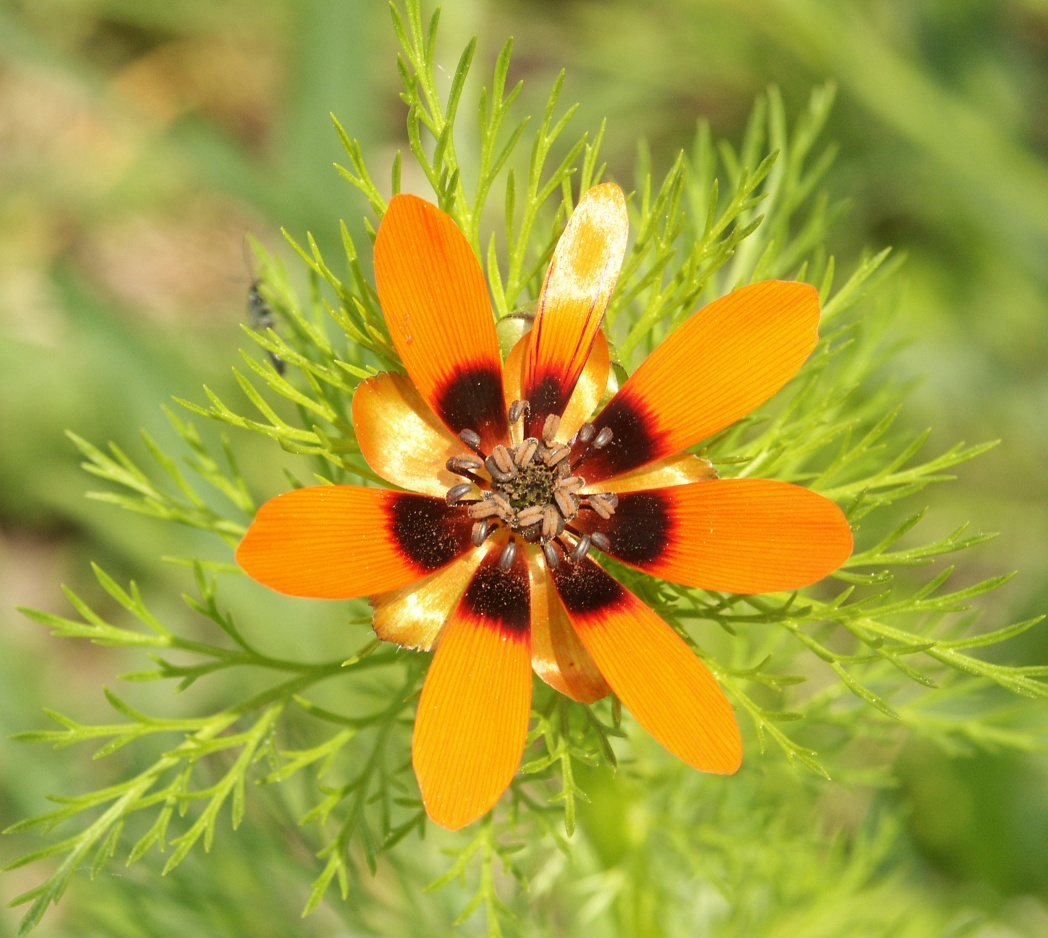
Drievoudig veerdelig blad van Zomeradonis
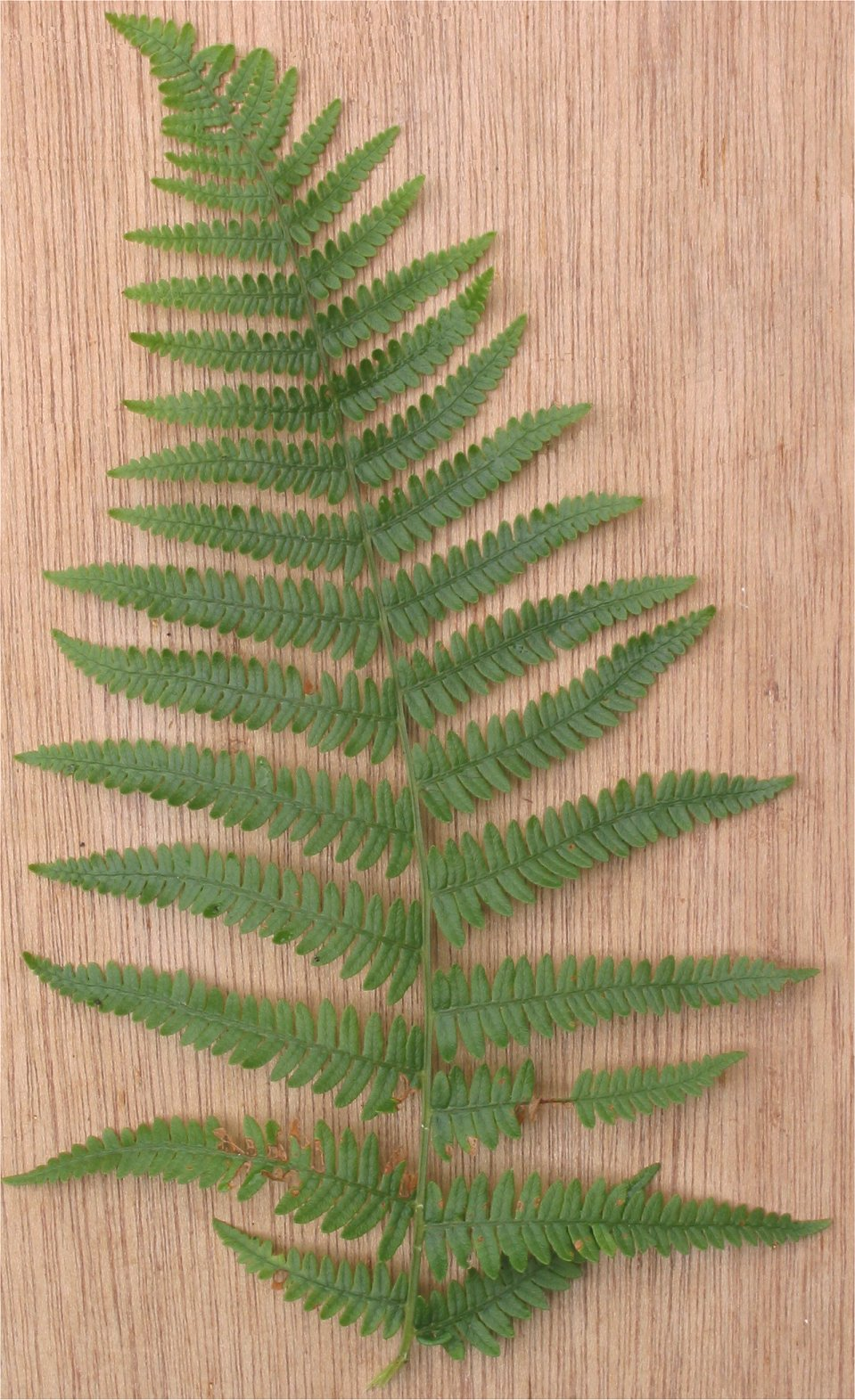
Dubbelgeveerd gedeelte van het 3 - 4 maal geveerde blad van adelaarsvaren
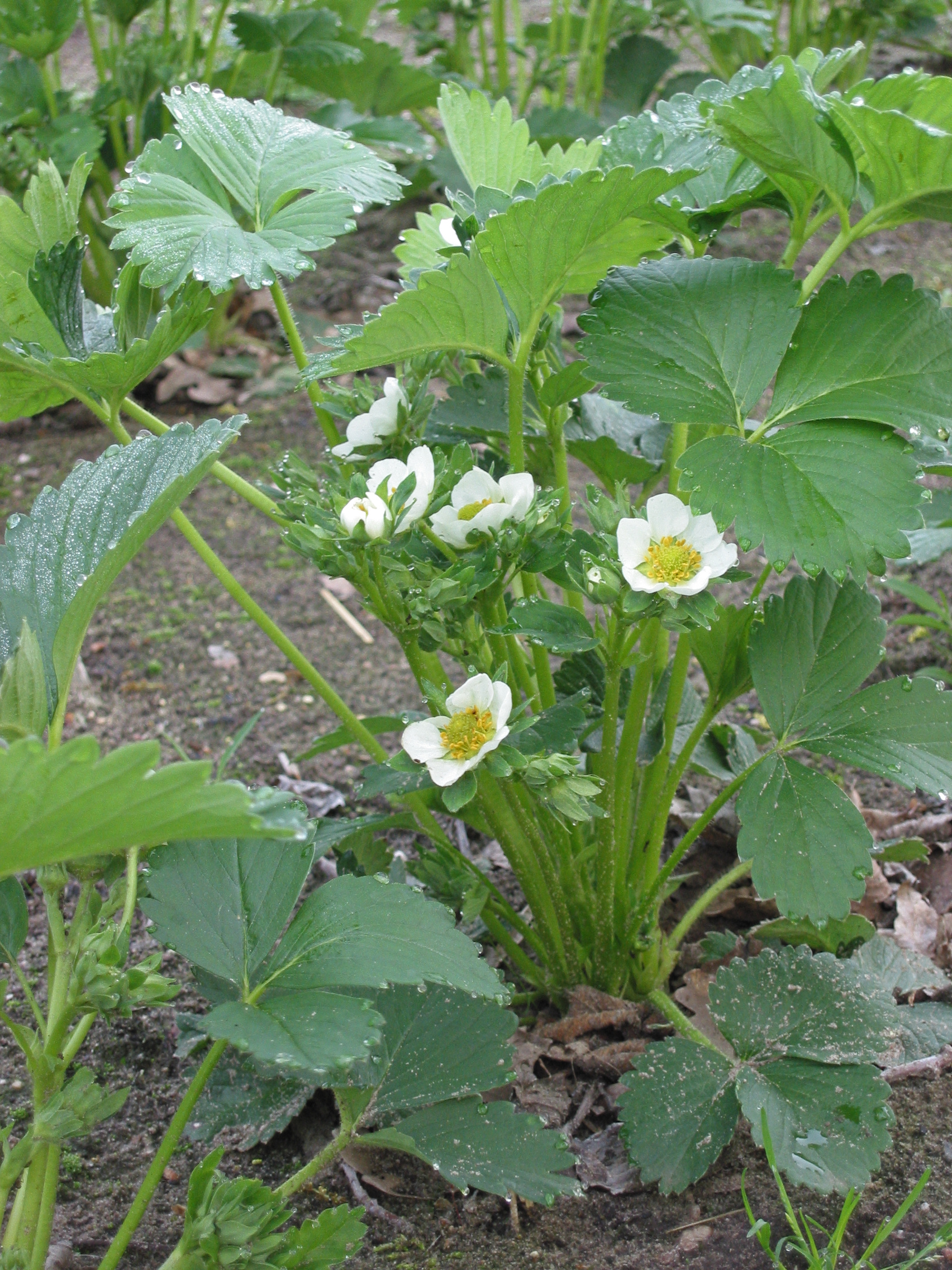
Handvormig samengesteld 3-tallig blad bij aardbei

## Metamorfosen
Veel gespecialiseerde organen van planten kunnen afgeleid worden van bladen. Dit worden metamorfosen genoemd. Soms zijn de bladeren nog goed herkenbaar, maar in veel gevallen minder goed. Tot de geheel of gedeeltelijk vervormde bladeren behoren bladranken, bladdorens, en de tot vanginstrumenten van vleesetende planten: de bekers (ascidia) en blaasjes (utriculi).
| Voorbeelden van metamorfosen van het blad | Voorbeelden van metamorfosen van het blad | Voorbeelden van metamorfosen van het blad | Voorbeelden van metamorfosen van het blad                | Voorbeelden van metamorfosen van het blad |
| groep                                     | blad                                      | type metamorfose                          | naam                                                     | afbeelding                                |
| ----------------------------------------- | ----------------------------------------- | ----------------------------------------- | -------------------------------------------------------- | ----------------------------------------- |
| zaadplanten                               | (delen van) bladen van bedektzadigen      | bladranken                                | Lathyrus aphaca, naakte lathyrus                         |                                           |
| zaadplanten                               | (delen van) bladen van bedektzadigen      | doorns                                    | Berberis vulgaris, zuurbes                               |                                           |
| zaadplanten                               | (delen van) bladen van bedektzadigen      | fyllodium                                 | Ruscus hypoglossum                                       |                                           |
| zaadplanten                               | (delen van) bladen van bedektzadigen      | bolrokken                                 | Allium cepa, ui                                          |                                           |
| zaadplanten                               | vallen van vleesetende planten            | kleefval                                  | Drosera capensis, Kaapse zonnedauw                       |                                           |
| zaadplanten                               | vallen van vleesetende planten            | klapval                                   | Dionaea muscipula, venusvliegenvanger                    |                                           |
| zaadplanten                               | vallen van vleesetende planten            | bekerval, ascidium                        | Heliamphora chimantensis                                 |                                           |
| zaadplanten                               | vallen van vleesetende planten            | zuigval                                   | Utricularia vulgaris, groot blaasjeskruid                |                                           |
| zaadplanten                               | onderdelen van een bloem                  | kelkbladen (sepalen)                      | Physalis alkekengi, echte lampionplant                   |                                           |
| zaadplanten                               | onderdelen van een bloem                  | kroonbladen (petalen)                     | Aquilegia, Akelei                                        |                                           |
| zaadplanten                               | onderdelen van een bloem                  | meeldraden (stamina)                      | Nymphaea odorata, meeldraden                             |                                           |
| zaadplanten                               | onderdelen van een bloem                  | vruchtbladen (carpellen)                  | apocarp vruchtbeginsel met 3 losse vruchtbladen          |                                           |
| Lycopsida                                 | microfyllen                               | stegofyllen                               | Selaginella: strobilus                                   |                                           |
| varens                                    | macrofyllen                               | sporofyllen                               | Sporangiëndragend blad van Osmunda regalis, koningsvaren |                                           |

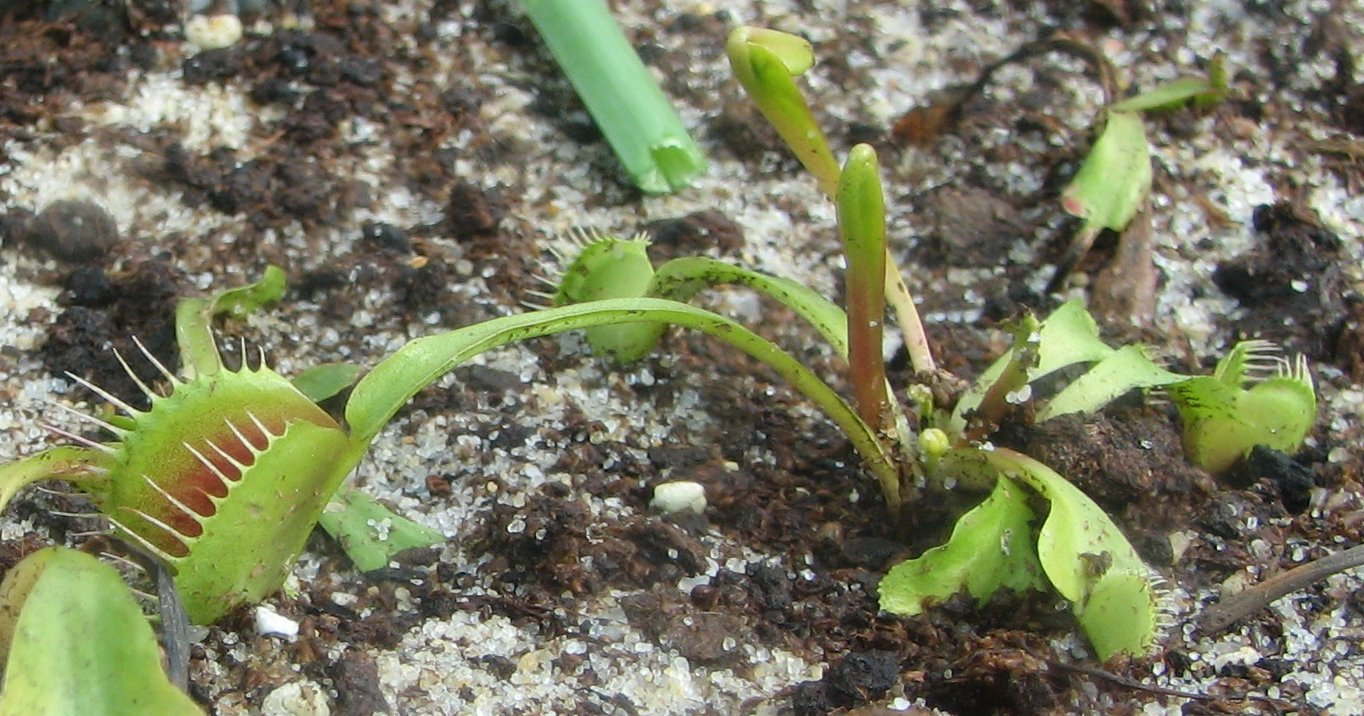
Dionaea muscipula (venusvliegenvanger): blad als klapval
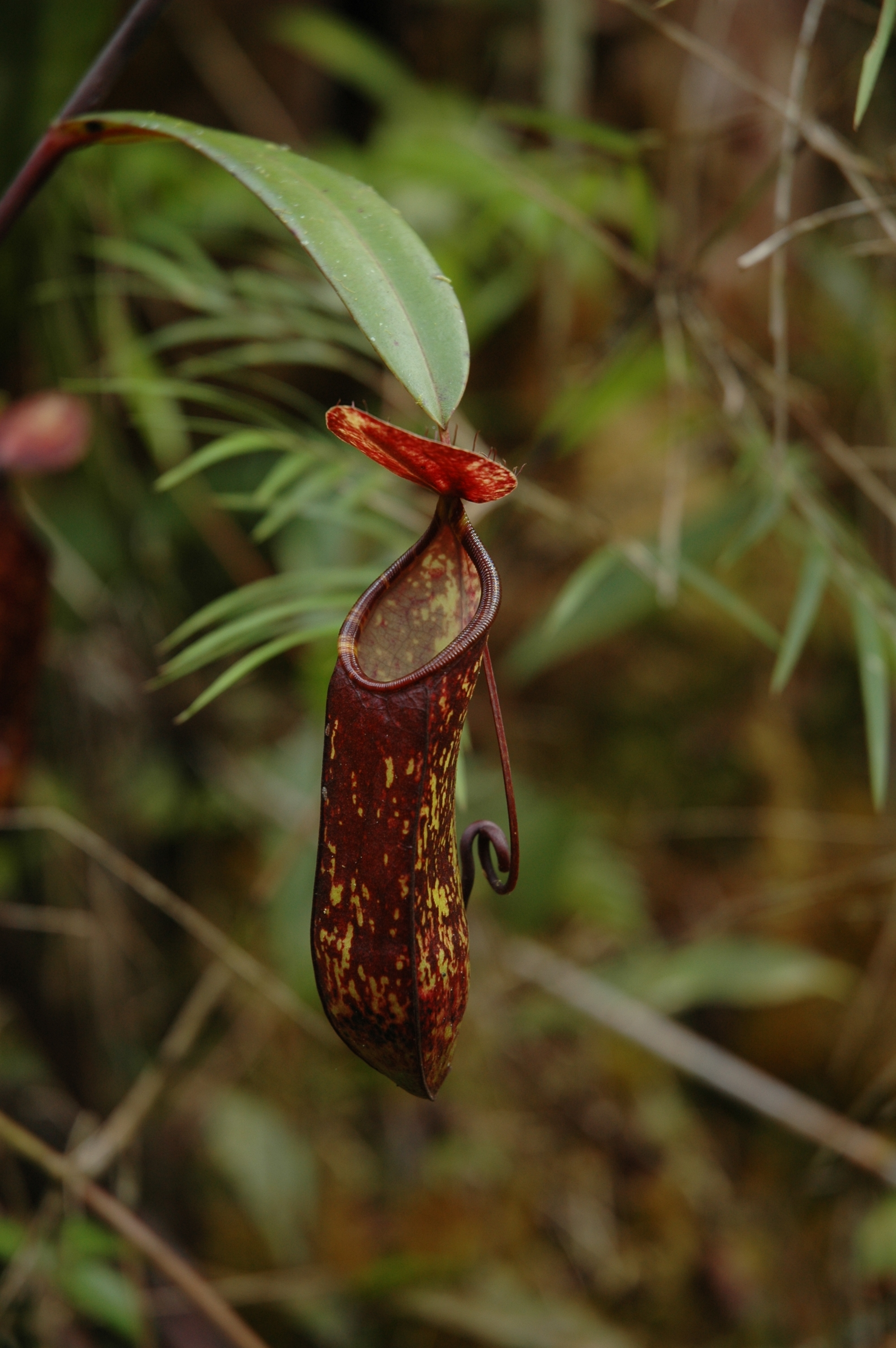
Nepenthes muluensis: verbrede bladsteel en bekerblad
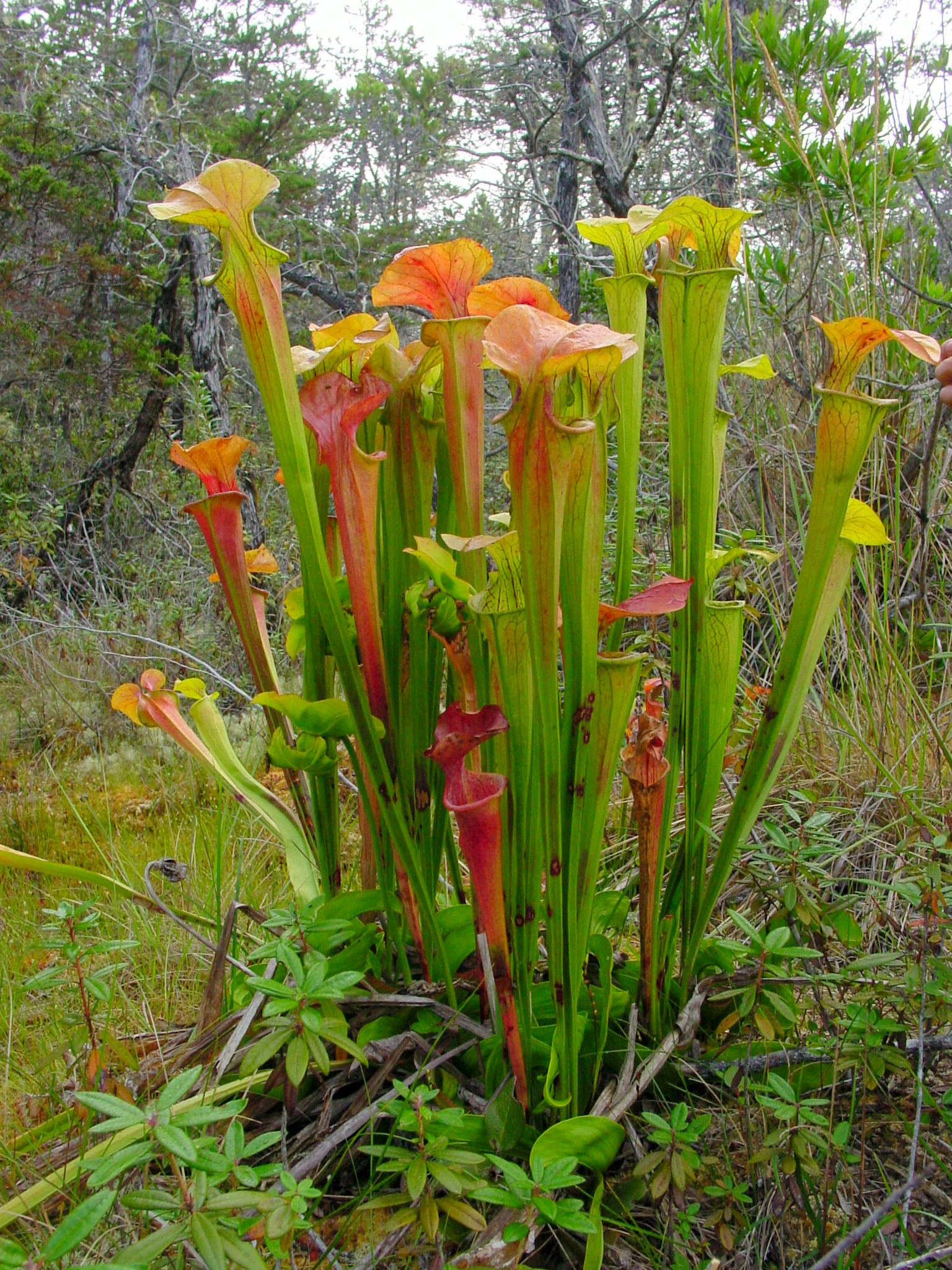
Sarracenia oreophila: bekerblad
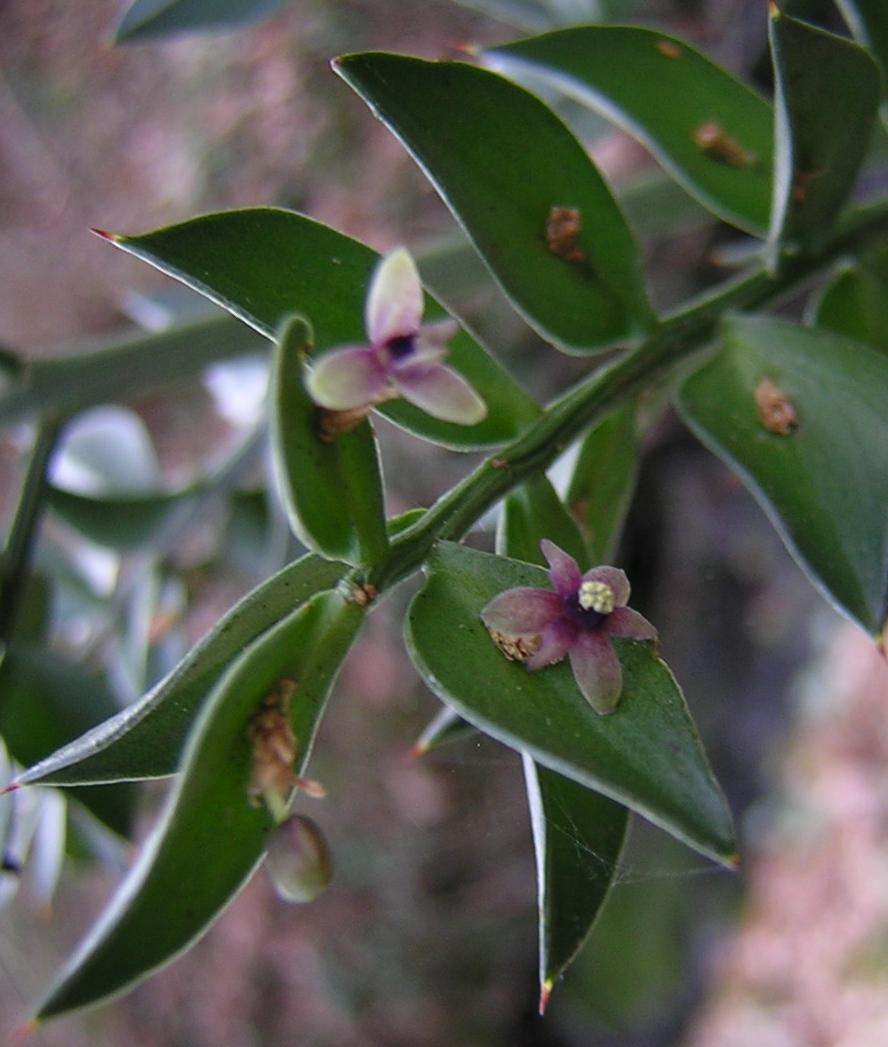
Ruscus aculeatus met bloemen op het fyllocladium (verbrede bladsteel)
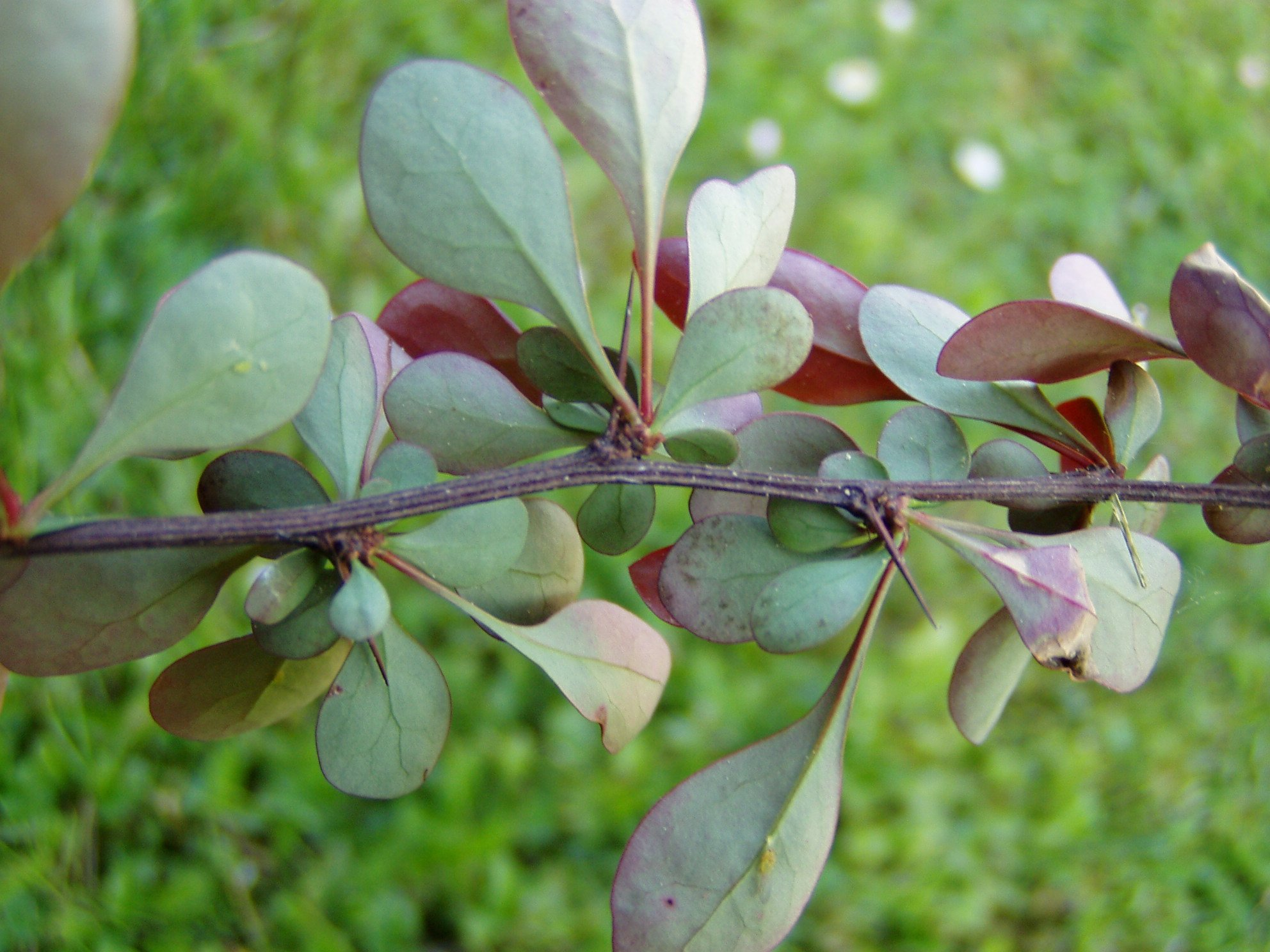
Bladdoorns met in de oksels de scheuten bij zuurbes